# Komemorativne kovanice od 2 €
██ 37 – 40
██ 33 – 36
██ 29 – 32
██ 25 – 28
██ 21 – 24
██ 17 – 20
██ 13 – 16
██ 9 – 12
██ 5 – 8
██ 1 – 4
██ nije članica europodručja
Komemorativne kovanice od 2 eura posebne su kovanice koje izdaju zemlje članice Eurozone od 2004. godine, i koje su službeno sredstvo plaćanja u zemljama članicama. Komemorativne kovanice izdaju se kako bi se obilježile posebne godišnjice ili povijesni događaji ili kako bi se skrenula posebna pozornost za neki događaj od posebne važnosti.

## Zakoni i regulacije
Svaka članica europodručja može godišnje izdati dvije prigodne kovanice za optjecaj, koje iskjučivo mogu biti kovanice od 2 eura.

## Izdanja
| Država | Izdane kovanice                                                  | 2004. | 2005. | 2006. | 2007. | 2007. | 2008. | 2009. | 2009. | 2010. | 2011. | 2012. | 2012. | 2013. | 2014. | 2015. | 2015. | 2016. | 2017. | 2018. | 2019. | 2020. | 2021. | 2022. | 2022. | 2023. | 2024. | 2025. |
| Država | Izdane kovanice                                                  | 2004. | 2005. | 2006. | Reg   | RU    | 2008. | Reg   | EMU   | 2010. | 2011. | Reg   | 10g   | 2013. | 2014. | Reg   | 30g   | 2016. | 2017. | 2018. | 2019. | 2020. | 2021. | Reg   | 35g   | 2023. | 2024. | 2025. |
| --- | ---------------------------------------------------------------- | ----- | ----- | ----- | ----- | ----- | ----- | ----- | ----- | ----- | ----- | ----- | ----- | ----- | ----- | ----- | ----- | ----- | ----- | ----- | ----- | ----- | ----- | ----- | ----- | ----- | ----- | ----- |
| Andora | 21                                                               |       |       |       |       |       |       |       |       |       |       |       |       |       | 1     | 2     |       | 2     | 2     | 2     | 2     | 2     | 2     | 2     |       | 2     | 2     |       |
| Austrija | 8                                                                |       | 1     |       |       | 1     |       |       | 1     |       |       |       | 1     |       |       |       | 1     | 1     |       | 1     |       |       |       |       | 1     |       |       |       |
| Belgija | 34                                                               |       | 1     | 1     |       | 1     | 1     | 1     | 1     | 1     | 1     | 1     | 1     | 1     | 2     | 1     | 1     | 2     | 2     | 2     | 2     | 2     | 2     | 1     | 1     | 2     | 2     | 1     |
| Cipar | 8                                                                |       |       |       |       |       |       |       | 1     |       |       |       | 1     |       |       |       | 1     |       | 1     |       |       | 1     |       |       | 1     | 1     | 1     |       |
| Estonija | 18                                                               |       |       |       |       |       |       |       |       |       |       |       | 1     |       |       |       | 1     | 1     | 1     | 2     | 2     | 2     | 2     | 2     | 1     | 1     | 1     | 1     |
| Finska | 37                                                               | 1     | 1     | 1     | 1     | 1     | 1     | 1     | 1     | 1     | 1     | 1     | 1     | 2     | 2     | 2     | 1     | 2     | 2     | 2     | 1     | 2     | 2     | 2     | 1     | 2     | 2     | 2     |
| Francuska | 33                                                               |       |       |       |       | 1     | 1     |       | 1     | 1     | 1     | 1     | 1     | 2     | 2     | 2     | 1     | 2     | 2     | 2     | 2     | 2     | 2     | 2     | 1     | 2     | 2     | 1     |
| Grčka | 29                                                               | 1     |       |       |       | 1     |       |       | 1     | 1     | 1     |       | 1     | 2     | 2     | 1     | 1     | 2     | 2     | 2     | 2     | 2     | 1     | 1     | 1     | 2     | 2     |       |
| Hrvatska | 3                                                                |       |       |       |       |       |       |       |       |       |       |       |       |       |       |       |       |       |       |       |       |       |       |       |       | 1     | 2     | 2     |
| Irska | 8                                                                |       |       |       |       | 1     |       |       | 1     |       |       |       | 1     |       |       |       | 1     | 1     |       |       | 1     |       |       |       | 1     | 1     |       |       |
| Italija | 36                                                               | 1     | 1     | 1     |       | 1     | 1     | 1     | 1     | 1     | 1     | 1     | 1     | 2     | 2     | 2     | 1     | 2     | 2     | 2     | 1     | 2     | 2     | 2     | 1     | 2     | 2     |       |
| Latvija | 17                                                               |       |       |       |       |       |       |       |       |       |       |       |       |       | 1     | 2     | 1     | 2     | 2     | 2     | 1     | 1     | 1     | 1     | 1     | 1     | 1     |       |
| Litva | 17                                                               |       |       |       |       |       |       |       |       |       |       |       |       |       |       | 1     | 1     | 1     | 1     | 2     | 2     | 2     | 2     | 2     | 1     | 1     | 1     | 2     |
| Luksemburg | 37                                                               | 1     | 1     | 1     | 1     | 1     | 1     | 1     | 1     | 1     | 1     | 2     | 1     | 1     | 2     | 2     | 1     | 1     | 2     | 2     | 2     | 2     | 2     | 2     | 1     | 2     | 2     | 2     |
| Malta | 29                                                               |       |       |       |       |       |       |       | 1     |       | 1     | 1     | 1     | 1     | 2     | 2     | 1     | 2     | 2     | 2     | 2     | 2     | 2     | 2     | 1     | 2     | 2     | 2     |
| Monako | 14                                                               |       |       |       | 1     |       |       |       |       |       | 1     | 1     |       | 1     |       | 1     |       | 1     | 1     | 1     | 1     | 1     | 1     | 1     |       | 1     | 1     |       |
| Nizozemska | 9                                                                |       |       |       |       | 1     |       |       | 1     |       | 1     |       | 1     | 2     | 1     |       | 1     |       |       |       |       |       |       | 1     | 1     |       |       |       |
| Njemačka | 32                                                               |       |       | 1     | 1     | 1     | 1     | 1     | 1     | 1     | 1     | 1     | 1     | 2     | 1     | 2     | 1     | 1     | 1     | 2     | 2     | 2     | 1     | 1     | 1     | 2     | 2     | 1     |
| Portugal | 33                                                               |       |       |       | 1     | 1     | 1     | 1     | 1     | 1     | 1     | 1     | 1     | 1     | 2     | 2     | 1     | 2     | 2     | 2     | 2     | 2     | 2     | 1     | 1     | 2     | 2     | 2     |
| San Marino | 32                                                               | 1     | 1     | 1     | 1     |       | 1     | 1     |       | 1     | 1     |       | 1     | 1     | 2     | 2     |       | 2     | 2     | 2     | 2     | 2     | 2     | 2     |       | 2     | 2     | 2     |
| Slovačka | 20                                                               |       |       |       |       |       |       | 1     | 1     |       | 1     |       | 1     | 1     | 1     | 1     | 1     | 1     | 1     | 1     | 1     | 1     | 1     | 1     | 1     | 2     | 1     | 1     |
| Slovenija | 20                                                               |       |       |       |       | 1     | 1     |       | 1     | 1     | 1     |       | 1     | 1     | 1     | 1     | 1     | 1     | 1     | 1     | 1     | 1     | 1     | 1     | 1     | 1     | 1     | 1     |
| Španjolska | 27                                                               |       | 1     |       |       | 1     |       |       | 1     | 1     | 1     | 1     | 1     | 1     | 2     | 1     | 1     | 1     | 1     | 2     | 1     | 1     | 1     | 2     | 1     | 2     | 2     | 1     |
| Vatikan | 31                                                               | 1     | 1     | 1     | 1     |       | 1     | 1     |       | 1     | 1     | 1     |       | 2     | 1     | 1     |       | 2     | 2     | 2     | 2     | 2     | 2     | 2     |       | 2     | 2     |       |
| Sveukupno | 554                                                              | 6     | 8     | 7     | 7     | 13    | 10    | 9     | 16    | 12    | 16    | 12    | 18    | 23    | 27    | 28    | 19    | 32    | 32    | 36    | 32    | 34    | 31    | 30    | 19    | 36    | 35    | ?     |
| \| ██ Izdane kovanice \| Reg. = Regularna serija \| \| ██ Kovanica koja je dio zajedničke serije \| RU = Zajednička serija 50 godina rimskih ugovora (osnivanje EEZ) \| \| ██ Kovanica nije izdana te godine \| EMU = Zajednička serija 10 godina Ekonomske i monetarne unije EU \| \| ██ Država nije bila dio eurozone / nije u stanju kovati eurokovanice \| 10g = Zajednička serija 10 godina eura \| \| ██ Najavljene kovanice \| 30g = Zajednička serija 30. obljetnica zastave EU \| \| \| 35g = Zajednička serija 35 godina programa Erasmus \| |                                                                  |       |       |       |       |       |       |       |       |       |       |       |       |       |       |       |       |       |       |       |       |       |       |       |       |       |       |       |
| ██ Izdane kovanice | Reg. = Regularna serija                                          |       |       |       |       |       |       |       |       |       |       |       |       |       |       |       |       |       |       |       |       |       |       |       |       |       |       |       |
| ██ Kovanica koja je dio zajedničke serije | RU = Zajednička serija 50 godina rimskih ugovora (osnivanje EEZ) |       |       |       |       |       |       |       |       |       |       |       |       |       |       |       |       |       |       |       |       |       |       |       |       |       |       |       |
| ██ Kovanica nije izdana te godine | EMU = Zajednička serija 10 godina Ekonomske i monetarne unije EU |       |       |       |       |       |       |       |       |       |       |       |       |       |       |       |       |       |       |       |       |       |       |       |       |       |       |       |
| ██ Država nije bila dio eurozone / nije u stanju kovati eurokovanice | 10g = Zajednička serija 10 godina eura                           |       |       |       |       |       |       |       |       |       |       |       |       |       |       |       |       |       |       |       |       |       |       |       |       |       |       |       |
| ██ Najavljene kovanice | 30g = Zajednička serija 30. obljetnica zastave EU                |       |       |       |       |       |       |       |       |       |       |       |       |       |       |       |       |       |       |       |       |       |       |       |       |       |       |       |
| | 35g = Zajednička serija 35 godina programa Erasmus               |       |       |       |       |       |       |       |       |       |       |       |       |       |       |       |       |       |       |       |       |       |       |       |       |       |       |       |

### Kovanice iz 2004.
U 2004. izdano je 6 prigodnih kovanica od 2 eura. Grčka je prva zemlja koja je izdala prigodnu kovanicu od 2 eura, posvećenu XXVIII. Olimpijskim igrama.
| Izgled (revers) | Zemlja     | Nadnevak izdavanja | Naklada    | Povod                                                   |
| --------------- | ---------- | ------------------ | ---------- | ------------------------------------------------------- |
|                 | Grčka      | 14. svibnja        | 35 000 000 | Olimpijske igre u Ateni 2004. godine                    |
|                 | Finska     | 24. lipnja         | 1 000 000  | proširenje Europske unije na deset novih država članica |
|                 | Luksemburg | 26. srpnja         | 2 481 800  | portret i monogram velikog vojvode Henrija              |
|                 | Italija    | 13. prosinca       | 16 000 000 | 5. desetljeće Svjetskog programa za hranu               |
|                 | San Marino | 16. prosinca       | 110 000    | Bartolomeo Borghesi                                     |
|                 | Vatikan    | 16. prosinca       | 85 000     | 75. obljetnica osnivanja Države Vatikanskoga Grada      |

### Kovanice iz 2005.
U 2005. izdano je 8 prigodnih kovanica od 2 eura.
| Izgled (revers) | Zemlja     | Nadnevak izdavanja | Naklada    | Povod |
| --------------- | ---------- | ------------------ | ---------- | --- |
|                 | Luksemburg | 15. veljače        | 2 769 000  | 50. rođendan velikog vojvode Henrija i 5. obljetnica njegova stupanja na prijestolje 100. obljetnica smrti velikog vojvode Adolphea           |
|                 | Austrija   | 11. svibnja        | 7 000 000  | 50. obljetnica Austrijskog državnog ugovora                                                                                                   |
|                 | Belgija    | 20. svibnja        | 6 023 000  | Belgijsko-luksemburška gospodarska unija |
|                 | Španjolska | 30. lipnja         | 8 000 000  | 400 godina od prvog izdanja knjige Miguela de Cervantesa »El ingenioso hidalgo Don Quijote de la Mancha« (Bistri vitez Don Quijote od Manche) |
|                 | San Marino | 14. listopada      | 130 000    | 2005. – Svjetska godina fizike |
|                 | Finska     | 25. listopada      | 2 000 000  | 60. obljetnica osnivanja Ujedinjenih naroda i 50. obljetnica članstva Finske u toj organizaciji                                               |
|                 | Italija    | 29. listopada      | 18 000 000 | 1. obljetnica potpisivanja Europskog ustava                                                                                                   |
|                 | Vatikan    | 6. prosinca        | 100 000    | 20. Svjetski dan mladih |

### Kovanice iz 2006.
U 2006. izdano je 7 prigodnih kovanica od 2 eura.
Njemačka počinje izdavati seriju posvećenu njemačkim pokrajinama.
| Izgled (revers) | Zemlja     | Nadnevak izdavanja | Naklada    | Povod                                                          |
| --------------- | ---------- | ------------------ | ---------- | -------------------------------------------------------------- |
|                 | Njemačka   | 3. veljače         | 30 000 000 | Schleswig-Holstein                                             |
|                 | Luksemburg | 8. veljače         | 1 000 000  | 25. rođendan prijestolonasljednika, velikog vojvode Guillaumea |
|                 | Italija    | 10. veljače        | 40 000 000 | XX. Zimske olimpijske igre – Torino 2006.                      |
|                 | Belgija    | 10. travnja        | 5 000 000  | Atomium                                                        |
|                 | Finska     | 4. listopada       | 2 500 000  | 100. obljetnica općeg i jednakog biračkog prava                |
|                 | San Marino | 17. listopada      | 120 000    | 500. obljetnica smrti Kristofora Kolumba                       |
|                 | Vatikan    | 9. studenoga       | 100 000    | 500. obljetnica Papinske švicarske garde                       |

### Kovanice iz 2007.
U 2007. izdano je 7 prigodnih kovanica od 2 eura.
| Izgled (revers) | Zemlja     | Nadnevak izdavanja | Naklada    | Povod                                             |
| --------------- | ---------- | ------------------ | ---------- | ------------------------------------------------- |
|                 | Njemačka   | 2. veljače         | 31 245 630 | Mecklenburg-Zapadno Pomorje                       |
|                 | Luksemburg | 2. veljače         | 1 031 000  | Palača velikog vojvode                            |
|                 | Portugal   | 2. srpnja          | 1 300 000  | portugalsko predsjedanje Europskom unijom         |
|                 | Monako     | 12. srpnja         | 20 001     | 25. obljetnica smrti princeze Grace               |
|                 | San Marino | 9. listopada       | 130 000    | 200. obljetnica rođenja Giuseppea Garibaldija     |
|                 | Vatikan    | 23. listopada      | 100 000    | 80. rođendan Njegove Svetosti pape Benedikta XVI. |
|                 | Finska     | 3. prosinca        | 2 000 000  | 90. obljetnica neovisnosti Finske                 |

### Kovanice iz 2007. – 50 godina rimskih ugovora (osnivanje EEZ)
Po prvi put, zajednička valuta izdana je za proslavu 50. obljetnice potpisivanja Rimskih ugovora. Posebnost ovih kovanica je u tome što imaju jedinstven dizajn, a razlikuju se samo u natpisu države izdavanja. Luksemburg se suzdržava ovog pravila i predstavlja, na svojoj valuti, reljefni hologram velikog vojvode Henryja koji se djelomično preklapa sa zajedničkom temom.
| Izgled (revers) | Zemlja     | Nadnevak izdavanja | Naklada    | Povod                          |
| --------------- | ---------- | ------------------ | ---------- | ------------------------------ |
|                 | Njemačka   | 25. ožujka         | 30 865 630 | 50. obljetnica Ugovora iz Rima |
| Finska          | 25. ožujka | 1 400 000          |            | 50. obljetnica Ugovora iz Rima |
| Italija         | 25. ožujka | 5 000 000          |            | 50. obljetnica Ugovora iz Rima |
| Austrija        | 25. ožujka | 9 000 000          |            | 50. obljetnica Ugovora iz Rima |
| Slovenija       | 25. ožujka | 400 000            |            | 50. obljetnica Ugovora iz Rima |
| Španjolska      | 25. ožujka | 8 000 000          |            | 50. obljetnica Ugovora iz Rima |
| Belgija         | 26. ožujka | 5 040 000          |            | 50. obljetnica Ugovora iz Rima |
| Grčka           | 26. ožujka | 3 978 549          |            | 50. obljetnica Ugovora iz Rima |
| Irska           | 26. ožujka | 4 651 112          |            | 50. obljetnica Ugovora iz Rima |
| Luksemburg      | 26. ožujka | 2 046 000          |            | 50. obljetnica Ugovora iz Rima |
| Nizozemska      | 26. ožujka | 6 355 500          |            | 50. obljetnica Ugovora iz Rima |
| Portugal        | 26. ožujka | 1 550 000          |            | 50. obljetnica Ugovora iz Rima |
| Francuska       | 2. travnja | 9 406 875          |            | 50. obljetnica Ugovora iz Rima |

### Kovanice iz 2008.
U 2008. izdano je 10 prigodnih kovanica od 2 eura.
Protagonist novčića najpoznatije pogreške u kovanju datira iz 2008. godine: neke kopije njemačke kovanice koje prikazuju crkvu Svetog Mihovila u Hamburgu pokazuju, na licu, staru zajedničku stranu koja se koristila do 2006. godine.
| Izgled (revers) | Zemlja     | Nadnevak izdavanja | Naklada    | Povod                                                                        |
| --------------- | ---------- | ------------------ | ---------- | ---------------------------------------------------------------------------- |
|                 | Njemačka   | 1. veljače         | 30 513 630 | savezna zemlja Hamburg                                                       |
|                 | Luksemburg | 1. veljače         | 1 042 000  | Henri, veliki vojvoda i palača Château de Berg                               |
|                 | San Marino | 20. svibnja        | 130 000    | Europska godina međukulturnog dijaloga                                       |
|                 | Slovenija  | 26. svibnja        | 1 000 000  | 500. obljetnica rođenja Primoža Trubara                                      |
|                 | Belgija    | 30. svibnja        | 5 018 000  | 60. obljetnica Opće deklaracije o ljudskim pravima                           |
|                 | Francuska  | 1. srpnja          | 20 084 936 | predsjedanje Francuske Vijećem Europske unije u drugoj polovici 2008. godine |
|                 | Portugal   | 15. rujna          | 1 035 000  | 60. obljetnica Opće deklaracije o ljudskim pravima                           |
|                 | Vatikan    | 16. listopada      | 106 084    | Godina sv. Pavla – 2000. obljetnica njegova rođenja                          |
|                 | Finska     | 24. listopada      | 1 500 000  | 60. obljetnica Opće deklaracije o ljudskim pravima                           |
|                 | Italija    | 10. prosinca       | 2 500 000  | 60. obljetnica Opće deklaracije o ljudskim pravima                           |

### Kovanice iz 2009.
U 2009. izdano je 10 prigodnih kovanica od 2 eura.
| Izgled (revers) | Zemlja     | Nadnevak izdavanja  | Naklada    | Povod                                                                                 |
| --------------- | ---------- | ------------------- | ---------- | ------------------------------------------------------------------------------------- |
|                 | Luksemburg | 15. siječnja 2009.  | 1 400 000  | Henri, veliki vojvoda i velika vojvotkinja Charlotte                                  |
|                 | Njemačka   | 6. veljače 2009.    | 30 000 000 | savezna zemlja Saarska                                                                |
|                 | Portugal   | 9. lipnja 2009.     | 1 250 000  | 2. igre država portugalskoga govornog područja                                        |
|                 | San Marino | 5. rujna 2009.      | 130 000    | Europska godina kreativnosti i inovativnosti                                          |
|                 | Belgija    | 25. rujna 2009.     | 5 000 000  | 200. obljetnica rođenja Louisa Braillea                                               |
|                 | Italija    | 15. listopada 2009. | 2 000 000  | 200. obljetnica rođenja Louisa Braillea                                               |
|                 | Finska     | 23. listopada 2009. | 1 600 000  | 200. obljetnica finske autonomije i zasjedanja finskog parlamenta Diet u gradu Porvoo |
|                 | Slovačka   | 10. studenoga 2009. | 1 000 000  | 20. obljetnica 17. studenoga 1989. – Dan borbe za slobodu i demokraciju)              |
|                 | Vatikan    | 18. studenoga 2009. | 106 000    | Međunarodna godina astronomije                                                        |

### Kovanice iz 2009. – 10 godina Ekonomske i monetarne unije EU
Druga zajednička valuta izdaje se povodom 10. obljetnice ekonomske i monetarne unije. Također, ovom prilikom Luksemburg na svojoj valuti ima reljefni hologram velikog vojvode Henryja koji se djelomično preklapa sa zajedničkom temom.
| Izgled (revers) | Zemlja       | Nadnevak izdavanja | Naklada   | Povod                                      |
| --------------- | ------------ | ------------------ | --------- | ------------------------------------------ |
|                 | Irska        | 1. siječnja        | 5 000 000 | 10. obljetnica ekonomske i monetarne unije |
| Njemačka        | 2. siječnja  | 30 000 000         |           | 10. obljetnica ekonomske i monetarne unije |
| Grčka           | 2. siječnja  | 4 000 000          |           | 10. obljetnica ekonomske i monetarne unije |
| Austrija        | 2. siječnja  | 5 000 000          |           | 10. obljetnica ekonomske i monetarne unije |
| Malta           | 5. siječnja  | 700 000            |           | 10. obljetnica ekonomske i monetarne unije |
| Portugal        | 5. siječnja  | 1 285 000          |           | 10. obljetnica ekonomske i monetarne unije |
| Slovenija       | 5. siječnja  | 1 000 000          |           | 10. obljetnica ekonomske i monetarne unije |
| Cipar           | 5. siječnja  | 1 000 000          |           | 10. obljetnica ekonomske i monetarne unije |
| Nizozemska      | 7. siječnja  | 5 300 000          |           | 10. obljetnica ekonomske i monetarne unije |
| Slovačka        | 7. siječnja  | 2 500 000          |           | 10. obljetnica ekonomske i monetarne unije |
| Finska          | 15. siječnja | 1 400 000          |           | 10. obljetnica ekonomske i monetarne unije |
| Luksemburg      | 15. siječnja | 1 400 000          |           | 10. obljetnica ekonomske i monetarne unije |
| Francuska       | 23. siječnja | 10 000 000         |           | 10. obljetnica ekonomske i monetarne unije |
| Belgija         | 27. siječnja | 5 000 000          |           | 10. obljetnica ekonomske i monetarne unije |
| Španjolska      | 2. veljače   | 8 000 000          |           | 10. obljetnica ekonomske i monetarne unije |
| Italija         | 26. ožujka   | 2 500 000          |           | 10. obljetnica ekonomske i monetarne unije |

### Kovanice iz 2010.
U 2010. izdano je 12 prigodnih kovanica od 2 eura.
Španjolska počinje izdavati seriju posvećenu španjolskom UNESCO-vom popisu svjetske baštine.
| Izgled (revers) | Zemlja     | Nadnevak izdavanja | Naklada    | Povod                                                                                 |
| --------------- | ---------- | ------------------ | ---------- | ------------------------------------------------------------------------------------- |
|                 | Luksemburg | 14. siječnja       | 529 500    | grb velikog vojvode                                                                   |
|                 | Njemačka   | 29. siječnja       | 30 000 000 | savezna zemlja Bremen                                                                 |
|                 | Španjolska | veljača            | 4 000 000  | povijesna gradska jezgra Córdobe – Prva u seriji svjetske baštine UNESCO-a            |
|                 | Italija    | ožujak             | 4 000 000  | 200. obljetnica rođenja grofa Cavoura                                                 |
|                 | Slovenija  | 10. svibnja        | 1 000 000  | 200. obljetnica Botaničkog vrta u Ljubljani                                           |
|                 | Belgija    | lipanj             | 5 000 000  | predsjedanje Belgije Vijećem Europske unije 2010. godine                              |
|                 | Francuska  | lipanj             | 20 000 000 | 70. obljetnica apela od 18. lipnja                                                    |
|                 | Portugal   | rujan              | 2 035 000  | 100. obljetnica Portugalske Republike                                                 |
|                 | San Marino | 7. rujna           | 130 000    | 500. obljetnica smrti Sandra Botticellija                                             |
|                 | Vatikan    | 12. listopada      | 115 000    | Svećenička godina                                                                     |
|                 | Finska     | listopad           | 1 600 000  | dekret o valuti iz 1860., kojim je Finska dobila pravo da izdaje novčanice i kovanice |
|                 | Grčka      | listopad           | 2 500 000  | 2500. obljetnica Bitke na Maratonskom polju                                           |

### Kovanice iz 2011.
U 2011. izdano je 16 prigodnih kovanica od 2 eura.
Malta počinje izdavati seriju posvećenu svojoj ustavnoj povijesti.
| Izgled (revers) | Zemlja     | Nadnevak izdavanja | Naklada    | Povod |
| --------------- | ---------- | ------------------ | ---------- | --- |
|                 | Slovačka   | 10. siječnja       | 1 000 000  | 20. obljetnica osnivanja Višegradske skupine |
|                 | Nizozemska | 24. siječnja       | 4 000 000  | 500. obljetnica objave svjetski poznate knjige »Laus Stultitiae« nizozemskog filozofa, humanista i teologa Desideriusa Erasmusa (Erazmo Roterdamski) |
|                 | Njemačka   | 28. siječnja       | 30 925 000 | savezna zemlja Sjeverna Rajna-Vestfalija |
|                 | Luksemburg | 3. veljače         | 729 500    | 50 godina otkad je velika vojvotkinja Charlotte imenovala svoga sina Jeana lieutenant-représentantom (vojvoda predstavnik)                           |
|                 | Španjolska | 21. veljače        | 4 000 000  | Dvorište lavova, Granada – serija svjetske baštine UNESCO-a                                                                                          |
|                 | Slovenija  | 21. ožujka         | 1 000 000  | 100. obljetnica rođenja Franca Rozmana – Stane |
|                 | Italija    | 22. travnja        | 10 000 000 | 150. obljetnica ujedinjenja Italije |
|                 | Belgija    | 3. svibnja         | 5 013 500  | 100. obljetnica Međunarodnog dana žena |
|                 | Grčka      | 30. svibnja        | 1 000 000  | Svjetske specijalne olimpijske ljetne igre – Atena, 2011.                                                                                            |
|                 | San Marino | 4. lipnja          | 130 000    | 500. obljetnica rođenja Giorgia Vasarija |
|                 | Francuska  | 21. lipnja         | 10 014 404 | 30. obljetnica Dana glazbe |
|                 | Monako     | 2. srpnja          | 147 877    | vjenčanje princa Alberta i Charlene Wittstock |
|                 | Portugal   | 15. rujna          | 520 000    | 500. obljetnica rođenja Fernãoa Mendesa Pinta |
|                 | Finska     | 17. listopada      | 1 600 000  | 200. obljetnica središnje banke Suomen Pankki – Finlands Bank                                                                                        |
|                 | Malta      | 17. listopada      | 405 000    | ustavna povijest – prvi izbor nacionalnih predstavnika 1849. godine                                                                                  |
|                 | Vatikan    | 18. listopada      | 115 000    | 26. Svjetski dan mladih |

### Kovanice iz 2012.
U 2012. izdano je 14 prigodnih kovanica od 2 eura.
2012. je i godina u kojoj Europska komisija mijenja zakon kojim se uređuje izdavanje prigodnih kovanica, čime se državama članicama pruža mogućnost da iste godine izdaju drugu kovanicu od 2 eura (isključujući onu za zajedničko izdanje). Luksemburg je prva zemlja koja je iskoristila tu mogućnost pitanjem obilježavanja braka princa Guillaumea, prijestolonasljednika velikog vojvode, i grofice Stéphanie de Lannoy.
| Izgled (revers) | Zemlja     | Nadnevak izdavanja | Naklada    | Povod                                                                                             |
| --------------- | ---------- | ------------------ | ---------- | ------------------------------------------------------------------------------------------------- |
|                 | Luksemburg | 30. siječnja       | 722 500    | veliki vojvoda Henri i veliki vojvoda Guillaume IV. iz serije »velikovojvodska dinastija«         |
|                 | Njemačka   | 3. veljače         | 30 883 000 | savezna zemlja Bavarska                                                                           |
|                 | Španjolska | 1. ožujka          | 4 000 000  | katedrala u Burgosu – serija svjetske baštine UNESCO-a                                            |
|                 | Belgija    | 6. lipnja          | 5 013 000  | 75. obljetnica natjecanja pod pokroviteljstvom kraljice Elizabete                                 |
|                 | San Marino | 19. lipnja         | 130 000    | 10 godina postojanja eura                                                                         |
|                 | Portugal   | 21. lipnja         | 520 000    | Grad Guimarães na sjeveru Portugala – europska prijestolnica kulture 2012.                        |
|                 | Francuska  | 24. lipnja         | 1 020 000  | 100. obljetnica rođenja Abbéa Pierrea, koji je u Francuskoj poznat kao zaštitnik siromašnih       |
|                 | Monako     | 28. lipnja         | 110 000    | 500. obljetnica suverenosti Monaka koju je proglasio Lucien I. Grimaldi                           |
|                 | Italija    | 18. srpnja         | 15 000 000 | 100. obljetnica smrti Giovannija Pascolija                                                        |
|                 | Malta      | 20. kolovoza       | 405 000    | Većinska zastupljenost 1887.                                                                      |
|                 | Finska     | 5. listopada       | 2 000 000  | 150. obljetnica rođenja umjetnice Helene Schjerfbeck                                              |
|                 | Vatikan    | 16. listopada      | 103 000    | 7. Svjetski susret obitelji                                                                       |
|                 | Luksemburg | 20. prosinca       | 512 000    | vjenčanje princa Guillaumea, prijestolonasljednika velikog vojvode, i grofice Stéphanie de Lannoy |

### Kovanice iz 2012. – 10 godina eura
Treća zajednička valuta izdaje se povodom 10. obljetnice uvođenja euronovčanica i eurokovanica u optjecaj. Također, ovom prilikom Luksemburg na svojoj valuti ima reljefni hologram velikog vojvode Henryja koji se djelomično preklapa sa zajedničkom temom. 
San Marino također sudjeluje u ovoj zajedničkoj seriji, koja je u prethodnim zajedničkim izdanjima bila izuzeta.
| Izgled (revers) | Zemlja       | Nadnevak izdavanja | Naklada    | Povod                     |
| --------------- | ------------ | ------------------ | ---------- | ------------------------- |
|                 | Austrija     | 2. siječnja        | 11 000 000 | 10 godina postojanja eura |
| Estonija        | 2 000 000    | 2. siječnja        |            | 10 godina postojanja eura |
| Grčka           | 1 000 000    | 2. siječnja        |            | 10 godina postojanja eura |
| Njemačka        | 30 648 000   | 2. siječnja        |            | 10 godina postojanja eura |
| Slovačka        | 1 000 000    | 2. siječnja        |            | 10 godina postojanja eura |
| Španjolska      | 4 000 000    | 2. siječnja        |            | 10 godina postojanja eura |
| Irska           | 3. siječnja  | 1 354 867          |            | 10 godina postojanja eura |
| Slovenija       | 3. siječnja  | 1 000 000          |            | 10 godina postojanja eura |
| Francuska       | 5. siječnja  | 10 010 994         |            | 10 godina postojanja eura |
| Finska          | 12. siječnja | 1 500 000          |            | 10 godina postojanja eura |
| Belgija         | 30. siječnja | 5 022 000          |            | 10 godina postojanja eura |
| Luksemburg      | 30. siječnja | 532 500            |            | 10 godina postojanja eura |
| Cipar           | 13. veljače  | 3 500 000          |            | 10 godina postojanja eura |
| Nizozemska      | 13. veljače  | 1 000 000          |            | 10 godina postojanja eura |
| Portugal        | 24. veljače  | 520 000            |            | 10 godina postojanja eura |
| Italija         | 20. ožujka   | 15 000 000         |            | 10 godina postojanja eura |
| Malta           | 30. ožujka   | 500 000            |            | 10 godina postojanja eura |
| San Marino      | 19. lipnja   | 130 000            |            | 10 godina postojanja eura |

### Kovanice iz 2013.
U 2013. izdano je 23 prigodnih kovanica od 2 eura.
Francuska i Njemačka slave, zajedničkom valutom, Elizejski ugovor koji su 1963. potpisali Charles de Gaulle i Konrad Adenauer.
| Izgled (revers) | Zemlja     | Nadnevak izdavanja | Naklada    | Povod |
| --------------- | ---------- | ------------------ | ---------- | --- |
|                 | Njemačka   | 22. siječnja       | 11 000 000 | 50. obljetnica potpisivanja Elizejskog ugovora |
|                 | Francuska  | 22. siječnja       | 10 017 789 | 50. obljetnica potpisivanja Elizejskog ugovora |
|                 | Njemačka   | 1. veljače         | 30 000 000 | Baden-Württemberg (serija »Savezne zemlje«) |
|                 | Slovenija  | 4. veljače         | 1 000 000  | 800. obljetnica posjećivanja Postojnske jame |
|                 | Nizozemska | 7. veljače         | 20 000 000 | najava predaje krune Njezina Veličanstva kraljice Beatrix                                                                                             |
|                 | Španjolska | 2. ožujka          | 8 000 000  | Samostan San Lorenzo de El Escorial – četvrta iz serije svjetske baštine UNESCO-a                                                                     |
|                 | Italija    | 20. svibnja        | 10 000 000 | 200. obljetnica rođenja Giuseppea Verdija |
|                 | Francuska  | 3. lipnja          | 1 014 338  | 150. obljetnica rođenja Pierrea de Coubertina, koji je potaknuo oživljavanje Olimpijskih igara i bio prvi predsjednik Međunarodnog olimpijskog odbora |
|                 | Vatikan    | 3. lipnja          | 125 000    | Sede vacante 2013. |
|                 | Monako     | 17. lipnja         | 1 249 131  | 20. obljetnica pristupanja UN-u |
|                 | Portugal   | 20. lipnja         | 525 000    | 250. obljetnica izgradnje tornja Torre dos Clérigos                                                                                                   |
|                 | Malta      | 24. lipnja         | 542 500    | Autonomni ustav iz 1921. |
|                 | Slovačka   | 5. srpnja          | 1 000 000  | 1150. obljetnica početka misije Ćirila i Metoda u Velikomoravskoj Kneževini                                                                           |
|                 | Italija    | 25. srpnja         | 10 000 000 | 700. obljetnica rođenja Giovannija Boccaccija |
|                 | Finska     | 4. rujna           | 1 000 000  | 150 godina otkako je finski Parlament 1863. započeo s redovitim zasjedanjima                                                                          |
|                 | San Marino | 13. rujna          | 115 000    | 500. obljetnica smrti talijanskog slikara Pinturicchija                                                                                               |
|                 | Belgija    | 18. rujna          | 2 010 000  | 100. obljetnica osnutka Kraljevskog meteorološkog instituta (Koninklijk Meteorologisch Instituut / Institut Royal Météorologique)                     |
|                 | Grčka      | 1. listopada       | 754 000    | 100. obljetnica ujedinjenja Krete i Grčke |
|                 | Grčka      | 1. listopada       | 754 000    | 2400. obljetnica osnutka Platonove akademije |
|                 | Vatikan    | 15. listopada      | 94 000     | 28. Svjetski dan mladih – Rio de Janeiro |
|                 | Luksemburg | 15. listopada      | 522 000    | Himna Velikog Vojvodstva Luksemburga |
|                 | Finska     | 4. studenoga       | 1 500 000  | 125. obljetnica rođenja Fransa Eemila Sillanpää, dobitnika Nobelove nagrade za književnost                                                            |
|                 | Nizozemska | 25. studenoga      | 3 500 000  | 200. obljetnica postojanja Kraljevine Nizozemske |

### Kovanice iz 2014.
U 2014. izdano je 27 prigodnih kovanica od 2 eura.
| Izgled (revers) | Zemlja     | Nadnevak izdavanja | Naklada    | Povod                                                                        |
| --------------- | ---------- | ------------------ | ---------- | ---------------------------------------------------------------------------- |
|                 | Luksemburg | 6. siječnja        | 519 500    | 175 godina neovisnosti Velikog Vojvodstva Luksemburga                        |
|                 | Njemačka   | 7. veljače         | 30 824 300 | Donja Saska (serija »Savezne zemlje«)                                        |
|                 | Španjolska | 7. veljače         | 8 094 000  | Svjetska kulturna i prirodna baština pod zaštitom UNESCO-a – Park Güell      |
|                 | Italija    | 25. ožujka         | 6 525 000  | 200. obljetnica osnutka postrojbe karabinjera                                |
|                 | Slovačka   | 1. travnja         | 1 000 000  | 10. obljetnica pristupanja Slovačke Republike Europskoj uniji                |
|                 | Portugal   | 23. travnja        | 520 000    | 40. obljetnica »Revolucije karanfila« 25. travnja                            |
|                 | Belgija    | 12. svibnja        | 1 750 000  | 100. obljetnica početka Prvog svjetskog rata                                 |
|                 | Nizozemska | 22. svibnja        | 5 291 000  | Službeni oproštaj od bivše kraljice Beatrix                                  |
|                 | Malta      | 3. lipnja          | 432 500    | Proglašenje neovisnosti Malte 1964.                                          |
|                 | Francuska  | 11. lipnja         | 3 019 675  | 70. obljetnica iskrcavanja u Normandiji 6. lipnja 1944.                      |
|                 | Finska     | 16. lipnja         | 1 500 000  | 100. obljetnica rođenja književnice i slikarice Tove Jansson                 |
|                 | Italija    | 17. lipnja         | 6 500 000  | 450. obljetnica rođenja Galilea Galileija (rođenog 1564.)                    |
|                 | San Marino | 23. lipnja         | 114 000    | 500. obljetnica smrti Bramantea Lazzarija delle Penne di San Marino          |
|                 | Malta      | 16. srpnja         | 300 000    | 200 godina malteške policije                                                 |
|                 | Latvija    | 12. kolovoza       | 1 005 000  | Riga – europska prijestolnica kulture 2014.                                  |
|                 | Belgija    | 18. rujna          | 287 500    | 150 godina Crvenoga križa u Belgiji                                          |
|                 | Grčka      | 24. rujna          | 754 000    | 400. obljetnica smrti Domenikosa Theotokopoulosa (1614. – 2014.)             |
|                 | Grčka      | 24. rujna          | 754 000    | 150. obljetnica ujedinjenja Jonskih otoka s Grčkom (1864. – 2014.)           |
|                 | San Marino | 29. rujna          | 100 000    | 90. obljetnica smrti Giacoma Puccinija                                       |
|                 | Vatikan    | 14. listopada      | 103 000    | 25. obljetnica pada Berlinskog zida                                          |
|                 | Portugal   | 31. listopada      | 520 000    | Međunarodna godina obiteljskih poljoprivrednih gospodarstava                 |
|                 | Luksemburg | 6. studenoga       | 512 000    | 50. obljetnica ustoličenja velikog vojvode Jeana                             |
|                 | Finska     | 10. studenoga      | 1 000 000  | 100. obljetnica rođenja dizajnera i arhitekta interijera Ilmarija Tapiovaare |
|                 | Slovenija  | 17. studenoga      | 1 000 000  | 600. obljetnica krunidbe Barbare Celjske                                     |
|                 | Francuska  | 24. studenoga      | 3 000 000  | Borba protiv AIDS-a u sklopu Svjetskog dana borbe protiv AIDS-a              |
|                 | Španjolska | 10. prosinca       | 12 000 000 | Promjena poglavara države                                                    |
|                 | Andora     | 29. veljače 2016.  | 105 000    | 20. godina članstva u Vijeću Europe                                          |

1. ↑  Zbog organizacijskih problema, kovanica nije mogla biti izdana do 2016. godine.

### Kovanice iz 2015.
U 2015. izdano je 47 prigodnih kovanica od 2 eura.
Te je godine zabilježena najniža naklada prigodnih kovanica od 2 eura: sa samo 10.000 numeriranih komada, kovanica koja prikazuje Kneževska palača u Monaku i dalje je najrjeđa.
| Izgled (revers) | Zemlja     | Nadnevak izdavanja | Naklada    | Povod |
| --------------- | ---------- | ------------------ | ---------- | --- |
|                 | Njemačka   | 30 siječnja        | 30 765 000 | Hessen (serija »Savezne zemlje«)                                                                                      |
|                 | Njemačka   | 30 siječnja        | 30 500 000 | 25. obljetnica ujedinjenja Njemačke                                                                                   |
|                 | Francuska  | 30 siječnja        | 4 020 000  | Izgradnja mira i sigurnosti u Europi od 1945.                                                                         |
|                 | Španjolska | 30 siječnja        | 8 000 000  | Svjetska kulturna i prirodna baština pod zaštitom UNESCO-a – špilja Altamira                                          |
|                 | Latvija    | 10. veljače        | 1 025 000  | Latvijsko predsjedanje Vijećem Europske unije                                                                         |
|                 | Finska     | 18. veljače        | 1 000 000  | 150. obljetnica rođenja skladatelja Jeana Sibeliusa                                                                   |
|                 | San Marino | 8. travnja         | 100 000    | 750. obljetnica rođenja Dantea Alighierija                                                                            |
|                 | Portugal   | 15. travnja        | 520 000    | 150. obljetnica postojanja portugalskog Crvenog križa                                                                 |
|                 | Italija    | 29. travnja        | 3 525 000  | Svjetska izložba EXPO Milano 2015.                                                                                    |
|                 | Malta      | 25. svibnja        | 325 000    | prvi let s Malte |
|                 | Luksemburg | 8. lipnja          | 517 500    | 15. obljetnica ustoličenja Njegove Kraljevske Visosti velikog vojvode od Luksemburga                                  |
|                 | Malta      | 23. lipnja         | 435 000    | Republika Malta 1974.                                                                                                 |
|                 | Italija    | 26. lipnja         | 3 515 000  | 750. obljetnica rođenja Dantea Alighierija (1265. – 2015.)                                                            |
|                 | Portugal   | 15. srpnja         | 520 000    | 500. obljetnica prvog doticaja s Timorom, danas neovisnom državom u kojoj je portugalski službeni jezik (Timor-Leste) |
|                 | Francuska  | 22. srpnja         | 4 020 000  | 225. obljetnica Dana državnosti                                                                                       |
|                 | Belgija    | 17. rujna          | 250 000    | 2015. – Europska godina razvoja                                                                                       |
|                 | San Marino | 29. rujna          | 100 000    | 25. obljetnica ponovnog ujedinjenja Njemačke                                                                          |
|                 | Vatikan    | 6. listopada       | 122 000    | VIII. Svjetski susret obitelji                                                                                        |
|                 | Luksemburg | 15. listopada      | 511 500    | 125. obljetnica dinastije Nassau-Weilburg                                                                             |
|                 | Finska     | 22. listopada      | 500 000    | 150. obljetnica rođenja umjetnika Akselija Gallena-Kallele                                                            |
|                 | Slovačka   | 23. listopada      | 1 000 000  | 200. obljetnica rođenja Ľudovíta Štúra                                                                                |
|                 | Slovenija  | 9. studenoga       | 1 000 000  | Emona–Ljubljana |
|                 | Monako     | 14. studenoga      | 10 000     | 800. obljetnica izgradnje prvog dvorca na stijeni                                                                     |
|                 | Latvija    | 1. prosinca        | 1 020 000  | Ugrožena priroda – crna roda                                                                                          |
|                 | Litva      | 14. prosinca       | 1 000 000  | Litavski jezik |
|                 | Grčka      | 15. prosinca       | 750 000    | 75 godina sjećanja na Spyrosa Louisa                                                                                  |
|                 | Andora     | 18. srpnja 2016.   | 85 000     | 25. obljetnica potpisivanja Carinskog sporazuma s Europskom unijom                                                    |
|                 | Andora     | 18. srpnja 2016.   | 85 000     | 30. obljetnica uspostave punoljetnosti i političkih prava za muškarce i žene s 18 godina                              |

1. ↑  Zbog organizacijskih problema, kovanica nije mogla biti izdana do 2016. godine.
2. ↑  Zbog organizacijskih problema, kovanica nije mogla biti izdana do 2016. godine.

### Kovanice iz 2015. – 30. obljetnica zastave EU
Četvrta zajednička valuta izdaje se povodom 30. obljetnice europske zastave. Također, ovom prilikom Luksemburg na svojoj valuti ima reljefni hologram velikog vojvode Henryja koji se djelomično preklapa sa zajedničkom temom.
| Izgled (revers) | Zemlja     | Nadnevak izdavanja | Naklada    | Povod                       |
| --------------- | ---------- | ------------------ | ---------- | --------------------------- |
|                 | Finska     | 6. kolovoza        | 500 000    | 30. obljetnica zastave EU-a |
|                 | Slovačka   | 24. rujna          | 1 000 000  | 30. obljetnica zastave EU-a |
|                 | Nizozemska | 13. listopada      | 1 000 000  | 30. obljetnica zastave EU-a |
|                 | Irska      | 16. listopada      | 1 000 000  | 30. obljetnica zastave EU-a |
|                 | Austrija   | 30. listopada      | 2 500 000  | 30. obljetnica zastave EU-a |
|                 | Latvija    | 3. studenoga       | 1 010 000  | 30. obljetnica zastave EU-a |
|                 | Njemačka   | 5. studenoga       | 30 125 000 | 30. obljetnica zastave EU-a |
|                 | Italija    | 9. studenoga       | 1 005 000  | 30. obljetnica zastave EU-a |
|                 | Francuska  | 16. studenoga      | 4 020 000  | 30. obljetnica zastave EU-a |
|                 | Litva      | 17. studenoga      | 750 000    | 30. obljetnica zastave EU-a |
|                 | Belgija    | 18. studenoga      | 412 500    | 30. obljetnica zastave EU-a |
|                 | Cipar      | 30. studenoga      | 350 000    | 30. obljetnica zastave EU-a |
|                 | Portugal   | 30. studenoga      | 520 000    | 30. obljetnica zastave EU-a |
|                 | Španjolska | 1. prosinca        | 4 000 000  | 30. obljetnica zastave EU-a |
|                 | Luksemburg | 3. prosinca        | 510 000    | 30. obljetnica zastave EU-a |
|                 | Slovenija  | 7. prosinca        | 1 000 000  | 30. obljetnica zastave EU-a |
|                 | Estonija   | 10. prosinca       | 350 000    | 30. obljetnica zastave EU-a |
|                 | Malta      | 18. prosinca       | 300 000    | 30. obljetnica zastave EU-a |
|                 | Grčka      | 23. prosinca       | 750 000    | 30. obljetnica zastave EU-a |

### Kovanice iz 2016.
U 2016. izdano je 32 prigodne kovanice od 2 eura.
Latvija počinje izdavati seriju posvećenu svojim regijama, dok Malta, nakon što je iscrpila seriju o svojoj ustavnoj povijesti, započinje seriju »From Children in Solidarity« i drugu posvećenu njezinim prapovijesnim lokalitetima.
| Izgled (revers) | Zemlja     | Nadnevak izdavanja | Naklada    | Povod                                                                                 |
| --------------- | ---------- | ------------------ | ---------- | ------------------------------------------------------------------------------------- |
|                 | Austrija   | 2. prosinca 2015.  | 16 060 000 | 200. obljetnica središnje banke Oesterreichische Nationalbank                         |
|                 | Estonija   | 7. siječnja 2016   | 500 000    | 100. obljetnica rođenja poznatog estonskog šahovskog velemajstora Paula Keresa        |
|                 | Irska      | 20. siječnja       | 4 500 000  | 100. obljetnica Uskrsnog ustanka 1916. u Irskoj                                       |
|                 | Francuska  | 5. veljače         | 10 020 500 | Kup UEFA-e EURO 2016.                                                                 |
|                 | Njemačka   | 5. veljače         | 30 663 000 | Saska (serija »Savezne zemlje«)                                                       |
|                 | Španjolska | 5. veljače         | 4 000 000  | svjetska kulturna i prirodna baština pod zaštitom UNESCO-a – Segovia                  |
|                 | Slovačka   | 7. ožujka          | 1 000 000  | 1. slovačko predsjedanje Vijećem Europske unije                                       |
|                 | Belgija    | 24. ožujka         | 375 000    | Olimpijske igre                                                                       |
|                 | San Marino | 5. travnja         | 87 800     | 550. obljetnica smrti Donatella                                                       |
|                 | Finska     | 25. travnja        | 1 000 000  | Eino Leino, finski pisac i lirski pjesnik                                             |
|                 | Italija    | 29. travnja        | 1 500 000  | 550. obljetnica smrti Donatella                                                       |
|                 | Litva      | 3. svibnja         | 1 000 000  | Baltička kultura                                                                      |
|                 | Portugal   | 3. svibnja         | 680 000    | Sudjelovanje portugalske reprezentacije na Olimpijskim igrama u Riju de Janeiru 2016. |
|                 | Luksemburg | 6. svibnja         | 517 500    | 50. obljetnica Mosta velike vojvotkinje Charlotte                                     |
|                 | Italija    | 21. svibnja        | 1 500 000  | 2200. obljetnica smrti Tita Makcija Plauta                                            |
|                 | Belgija    | 25. svibnja        | 1 020 000  | Međunarodni dan nestale djece                                                         |
|                 | Monako     | 1. lipnja          | 15 000     | 150 godina od dana kada je Karlo III. utemeljio Monte Carlo                           |
|                 | Vatikan    | 2. lipnja          | 105 000    | 200. obljetnica Vatikanske garde                                                      |
|                 | Slovenija  | 20. lipnja         | 1 000 000  | 25. obljetnica neovisnosti Republike Slovenije                                        |
|                 | Latvija    | 19. srpnja         | 1 010 000  | Latvijska poljoprivreda                                                               |
|                 | Portugal   | 19. srpnja         | 500 000    | 50. obljetnica izgradnje prvog mosta preko rijeke Tejo                                |
|                 | Malta      | 22. kolovoza       | 350 000    | Hramski kompleks Ġgantija                                                             |
|                 | Francuska  | 12. rujna          | 10 020 000 | François Mitterrand                                                                   |
|                 | San Marino | 22. rujna          | 85 000     | 400. obljetnica smrti Williama Shakespearea                                           |
|                 | Vatikan    | 13. listopada      | 105 000    | Jubilarna godina milosrđa                                                             |
|                 | Finska     | 17. listopada      | 1 000 000  | 100. obljetnica rođenja filozofa Georga Henrika von Wrighta                           |
|                 | Latvija    | 15. studenoga      | 1 030 000  | Vidzeme                                                                               |
|                 | Malta      | 5. prosinca        | 380 000    | Uloga fonda Malta Community Chest Fund u društvu                                      |
|                 | Grčka      | 16. prosinca       | 750 000    | 150 godina od paljenja samostana Arkadi                                               |
|                 | Grčka      | 16. prosinca       | 85 000     | 120. obljetnica rođenja Dimitrija Mitropoulosa                                        |
|                 | Andora     | 1. lipnja 2017.    | 85 000     | 25. obljetnica Andorske radiotelevizije                                               |
|                 | Andora     | 1. lipnja 2017.    | 85 000     | 150. obljetnica nove reforme iz 1866.                                                 |

1. ↑  Zbog organizacijskih problema, kovanica nije mogla biti izdana do 2017. godine.
2. ↑  Zbog organizacijskih problema, kovanica nije mogla biti izdana do 2017. godine.

### Kovanice iz 2017.
U 2017. godini izdano je 32 prigodne kovanice od 2 eura.
| Izgled (revers) | Zemlja     | Nadnevak izdavanja | Naklada    | Povod                                                                                     |
| --------------- | ---------- | ------------------ | ---------- | ----------------------------------------------------------------------------------------- |
|                 | Luksemburg | 2. siječnja        | 316 000    | 50. obljetnica dragovoljne luksemburške vojske                                            |
|                 | Slovačka   | 4. siječnja        | 1 000 000  | 550. obljetnica Sveučilišta Istropolitana                                                 |
|                 | Slovenija  | 2. veljače         | 1 000 000  | 10. obljetnica eura u Sloveniji                                                           |
|                 | Francuska  | 3. veljače         | 10 000 000 | 100. obljetnica smrti Augusta Rodina                                                      |
|                 | Njemačka   | 3. veljače         | 30 000 000 | Falačko Porajnje (serija »Savezne zemlje«)                                                |
|                 | Španjolska | 3. veljače         | 538 500    | svjetska kulturna i prirodna baština pod zaštitom UNESCO-a – crkve u Kraljevini Asturiji  |
|                 | Italija    | 22. ožujka         | 1 500 000  | 400. obljetnica dovršetka bazilike svetog Marka u Veneciji                                |
|                 | San Marino | 30. ožujka         | 73 100     | 750. obljetnica Giottova rođenja                                                          |
|                 | Belgija    | 21. travnja        | 200 000    | 200. obljetnica Sveučilišta u Liègeu                                                      |
|                 | Malta      | 31. svibnja        | 405 000    | lokalitet na UNESCO-ovu popisu svjetske baštine: malteški pretpovijesni hramovi Hagar Qim |
|                 | Finska     | 1. lipnja          | 2 500 000  | 100. obljetnica neovisnosti Finske                                                        |
|                 | Vatikan    | 1. lipnja          | 90 000     | 1950. obljetnica mučeništva svetog Petra i svetog Pavla                                   |
|                 | Italija    | 23. lipnja         | 1 500 000  | 2000. obljetnica smrti Tita Livija                                                        |
|                 | Estonija   | 26. lipnja         | 1 500 000  | Neovisnost Estonije                                                                       |
|                 | Grčka      | 10. srpnja         | 750 000    | 60 godina sjećanja na Nikosa Kazantzakisa                                                 |
|                 | Portugal   | 13. srpnja         | 520 000    | 150 godina javne sigurnosti                                                               |
|                 | Litva      | 31. kolovoza       | 1 000 000  | Vilnius                                                                                   |
|                 | San Marino | 31. kolovoza       | 73 100     | Međunarodna godina održivog turizma za razvoj                                             |
|                 | Francuska  | 25. rujna          | 10 000 000 | 25. obljetnica ružičaste vrpce, simbola borbe protiv raka dojke                           |
|                 | Belgija    | 29. rujna          | 200 000    | 200. obljetnica Sveučilišta u Ghentu                                                      |
|                 | Vatikan    | 5. listopada       | 105 000    | 100. obljetnica ukazanja u Fatimi                                                         |
|                 | Grčka      | 12. listopada      | 750 000    | Arheološko nalazište Filipi                                                               |
|                 | Finska     | 23. listopada      | 500 000    | Finska priroda                                                                            |
|                 | Luksemburg | 26. listopada      | 311 000    | 200. obljetnica rođenja velikog vojvode od Luksemburga Guillaumea III.                    |
|                 | Cipar      | 3. studenoga       | 430 000    | Pafos 2017. – europska prijestolnica kulture                                              |
|                 | Malta      | 13. studenoga      | 380 000    | Solidarnost i mir                                                                         |
|                 | Monako     | 13. studenoga      | 15 000     | Carabiniers du Prince (kneževi karabinjeri)                                               |
|                 | Latvija    | 14. studenoga      | 507 000    | Kurzeme                                                                                   |
|                 | Latvija    | 14. studenoga      | 507 000    | Latgale                                                                                   |
|                 | Portugal   | 21. studenoga      | 520 000    | 150. obljetnica rođenja pisca Raula Brandãoa                                              |
|                 | Andora     | 8. veljače 2018.   | 85 000     | 100. obljetnica himne Kneževine Andore                                                    |
|                 | Andora     | 8. veljače 2018.   | 85 000     | Andora – pirinejska zemlja                                                                |

1. ↑  Zbog organizacijskih problema, kovanica nije mogla biti izdana do 2018. godine.
2. ↑  Zbog organizacijskih problema, kovanica nije mogla biti izdana do 2018. godine.

### Kovanice iz 2018.
U 2018. godini izdano je 36 prigodnih kovanica od 2 eura.
Estonija, Latvija i Litva zajedničkim povodom slave 100. obljetnicu neovisnosti baltičkih država.
| Izgled (revers) | Zemlja     | Nadnevak izdavanja | Naklada    | Povod |
| --------------- | ---------- | ------------------ | ---------- | --- |
|                 | Austrija   | 6. prosinca 2017.  | 18 100 100 | 100. obljetnica Republike Austrije |
|                 | Luksemburg | 27. prosinca 2017. | 316 000    | 150. obljetnica luksemburškog Ustava |
|                 | Italija    | 2. siječnja 2018.  | 4 000 000  | 70. obljetnica stupanja na snagu talijanskog Ustava |
|                 | Slovačka   | 3. siječnja        | 1 000 000  | 25. obljetnica uspostave Slovačke Republike |
|                 | Njemačka   | 30. siječnja       | 30 000 000 | 100. obljetnica rođenja velikog njemačkog državnika i kancelara Helmuta Schmidta (1918. – 2015.)                                                                                       |
|                 | Njemačka   | 30. siječnja       | 30 000 000 | Berlin (serija »Savezne zemlje«) |
|                 | Estonija   | 31. siječnja       | 500 000    | Estonija, Latvija i Litva zajedno su 2018. izdale prigodnu eurokovanicu sa zajedničkim motivom povodom proslave uspostave država Estonije i Latvije te ponovne uspostave države Litve. |
|                 | Latvija    | 31. siječnja       | 512 000    | Estonija, Latvija i Litva zajedno su 2018. izdale prigodnu eurokovanicu sa zajedničkim motivom povodom proslave uspostave država Estonije i Latvije te ponovne uspostave države Litve. |
|                 | Litva      | 31. siječnja       | 1 000 000  | Estonija, Latvija i Litva zajedno su 2018. izdale prigodnu eurokovanicu sa zajedničkim motivom povodom proslave uspostave država Estonije i Latvije te ponovne uspostave države Litve. |
|                 | Španjolska | 2. veljače         | 300 000    | Svjetska kulturna i prirodna baština pod zaštitom UNESCO-a – Santiago |
|                 | Španjolska | 2. veljače         | 400 000    | 50. obljetnica rođenja kralja Filipa VI. |
|                 | Estonija   | 19. veljače        | 1 317 800  | 100. obljetnica neovisnosti Estonije |
|                 | Francuska  | 19. veljače        | 10 020 000 | Francuski različak (Bleuet de France) |
|                 | Italija    | 5. ožujka          | 3 000 000  | 60. obljetnica osnivanja talijanskog ministarstva zdravstva |
|                 | San Marino | 5. travnja         | 60 500     | 500. obljetnica rođenja Tintoretta |
|                 | Andora     | 12. travnja        | 75 000}}   | 25. obljetnica Ustava Andore |
|                 | Slovenija  | 14. svibnja        | 1 000 000  | Svjetski dan pčela u Sloveniji |
|                 | Portugal   | 22. svibnja        | 520 000    | 250. obljetnica državne tiskare (Imprensa Nacional) |
|                 | Finska     | 28. svibnja        | 1 000 000  | krajolik finskog nacionalnog parka Koli |
|                 | Vatikan    | 1. lipnja          | 86 000     | Europska godina kulturne baštine – Laokoontova skupina |
|                 | Belgija    | 19. lipnja         | 257 500    | 50. obljetnica događaja iz svibnja 1968. u Belgiji |
|                 | Malta      | 21. lipnja         | 335 000    | lokalitet na UNESCO-ovu popisu svjetske baštine: hramovi Mnajdra |
|                 | Monako     | 25. lipnja         | 16 000     | François-Joseph Bosio |
|                 | Francuska  | 26. lipnja         | 15 000 000 | Simone Veil |
|                 | Litva      | 26. lipnja         | 500 000    | svečanost litavske pjesme i plesa (upisana na UNESCO‑ov Reprezentativni popis nematerijalne kulturne baštine čovječanstva)                                                             |
|                 | Portugal   | 25. srpnja         | 520 000    | 250. obljetnica botaničkog vrta Ajuda (Jardim Botânico da Ajuda) |
|                 | Luksemburg | 26. kolovoza       | 311 000    | 175. obljetnica smrti velikog vojvode Guillaumea I. |
|                 | Belgija    | 20. rujna          | 257 500    | 50. obljetnica satelita ESRO 2B |
|                 | San Marino | 20. rujna          | 63 100     | 420. obljetnica rođenja Giana Lorenza Berninija |
|                 | Latvija    | 26. rujna          | 507 000    | Zemgale |
|                 | Vatikan    | 4. listopada       | 94 000     | 50. obljetnica smrti sv. Pija iz Pietrelcine |
|                 | Finska     | 22. listopada      | 1 000 000  | Finska kultura saune |
|                 | Grčka      | 25. listopada      | 750 000    | 75 godina sjećanja na Kostisa Palamasa |
|                 | Grčka      | 25. listopada      | 750 000    | 70. obljetnica ujedinjenja Dodekaneza s Grčkom |
|                 | Malta      | 7. studenoga       | 320 000    | Kulturna baština |
|                 | Andora     | 26. studenoga      | 75 000     | 70 godina Opće deklaracije o ljudskim pravima |

### Kovanice iz 2019.
U 2019. godini izdano je 32 prigodne kovanice od 2 eura.
Francuska i Njemačka slave pad Berlinskog zida izdavanjem 2 kovanice istog dizajna, dok Litva započinje seriju kovanica posvećenih svojim regijama.
| Izgled (revers) | Zemlja     | Nadnevak izdavanja | Naklada    | Povod |
| --------------- | ---------- | ------------------ | ---------- | --- |
|                 | Luksemburg | 27. prosinca 2018. | 306 000    | 100. obljetnica ustoličenja velike vojvotkinje od Luksemburga Charlotte                                                        |
|                 | Irska      | 21. siječnja 2019. | 1 000 000  | 100 godina od osnutka Zastupničkog doma Republike Irske (Dáil Éireann)                                                         |
|                 | Belgija    | 24. siječnja       | 155 000    | 450. obljetnica smrti Pietera Brueghela Starijeg                                                                               |
|                 | Italija    | 25. siječnja       | 3 000 000  | 500. obljetnica smrti Leonarda da Vincija                                                                                      |
|                 | Njemačka   | 29. siječnja       | 30 507 300 | 70. obljetnica osnivanja Bundesrata                                                                                            |
|                 | Španjolska | 1. veljače         | 500 000    | Svjetska kulturna i prirodna baština pod zaštitom UNESCO‑a – stari grad Ávila i crkve izvan njegovih zidina                    |
|                 | Andora     | 11. ožujka         | 60 000     | Završnica Svjetskog skijaškoga kupa 2019.                                                                                      |
|                 | San Marino | 4. travnja         | 54 150     | 500. obljetnica smrti Leonarda da Vincija                                                                                      |
|                 | Slovačka   | 25. travnja        | 1 000 000  | 100. obljetnica smrti Milana Rastislava Štefánika                                                                              |
|                 | Vatikan    | 7. svibnja         | 79 000     | 90. obljetnica utemeljenja Države Vatikanskoga Grada                                                                           |
|                 | Portugal   | 8. svibnja         | 770 000    | 500. obljetnica prve plovidbe oko svijeta, koju je organizirao i vodio portugalski istraživač i moreplovac Fernão de Magalhães |
|                 | Belgija    | 9. svibnja         | 155 000    | Osnivanje Europskog monetarnog instituta (EMI)                                                                                 |
|                 | Malta      | 13. svibnja        | 335 000    | Pretpovijesni hram Ta’ Ħaġrat, uvršten na UNESCO‑ov popis svjetske baštine                                                     |
|                 | Estonija   | 29. svibnja        | 1 000 000  | 150. obljetnica Festivala pjesme                                                                                               |
|                 | Portugal   | 6. lipnja          | 770 000    | 600. obljetnica otkrića arhipelaga Madeire, koji su otkrili portugalski moreplovci Bartolomeu Perestrelo i Tristão Vaz         |
|                 | Francuska  | 7. lipnja          | 310 000    | 60. obljetnica Asterixa |
|                 | Litva      | 10. srpnja         | 500 000    | Sutartinės (litavske višeglasne pjesme upisane na UNESCO‑ov Reprezentativni popis nematerijalne kulturne baštine čovječanstva) |
|                 | Grčka      | 11. srpnja         | 750 000    | 100. obljetnica rođenja Manolisa Andronikosa                                                                                   |
|                 | Grčka      | 11. srpnja         | 750 000    | Andreas Kalvos – 150. obljetnica smrti                                                                                         |
|                 | San Marino | 29. kolovoza       | 54 150     | 550. obljetnica smrti Filippa Lippija                                                                                          |
|                 | Litva      | 10. rujna          | 500 000    | Samogitija (povijesna pokrajina u zapadnoj Litvi)                                                                              |
|                 | Monako     | 12. rujna          | 15 000     | 200. obljetnica ustoličenja kneza Honoréa V.                                                                                   |
|                 | Latvija    | 17. rujna          | 307 000    | Izlazeće sunce |
|                 | Luksemburg | 19. rujna          | 308 500    | 100. obljetnica općeg prava glasa                                                                                              |
|                 | Vatikan    | 1. listopada       | 84 000     | Kraj obnove Sikstinske kapele (1994. – 2019.)                                                                                  |
|                 | Njemačka   | 10. listopada      | 30 297 000 | 30. obljetnica pada Berlinskog zida                                                                                            |
|                 | Francuska  | 10. listopada      | 15 000 000 | 30. obljetnica pada Berlinskog zida                                                                                            |
|                 | Malta      | 21. listopada      | 320 000    | Priroda i okoliš |
|                 | Finska     | 31. listopada      | 500 000    | Obljetnica donošenja Ustava Republike Finske                                                                                   |
|                 | Andora     | 11. studenoga      | 60 000     | 600. obljetnica Zemaljskog vijeća                                                                                              |
|                 | Estonija   | 11. studenoga      | 1 000 000  | 100. obljetnica Sveučilišta u Tartuu                                                                                           |
|                 | Slovenija  | 25. studenoga      | 1 000 000  | 100. obljetnica osnutka Sveučilišta u Ljubljani                                                                                |

### Kovanice iz 2020.
U 2020. godini izdano je 34 prigodnih kovanica od 2 eura.
| Izgled (revers) | Zemlja     | Nadnevak izdavanja | Naklada    | Povod |
| --------------- | ---------- | ------------------ | ---------- | --- |
|                 | Italija    | 20. siječnja       | 3 000 000  | 80. obljetnica osnivanja službe Corpo Nazionale dei Vigili del Fuoco (Nacionalna vatrogasna služba)       |
|                 | Estonija   | 27. siječnja       | 750 000    | 200. obljetnica otkrića Antarktike                                                                        |
|                 | Njemačka   | 28. siječnja       | 30 000 000 | Brandenburg (serija »Savezne zemlje«)                                                                     |
|                 | Francuska  | 31. siječnja       | 18 061 940 | Charles de Gaulle                                                                                         |
|                 | Španjolska | 31. siječnja       | 4 000 000  | Svjetska kulturna i prirodna baština pod zaštitom UNESCO-a – Aragon i aragonska arhitektura stila mudéjar |
|                 | Estonija   | 1. veljače         | 1 000 000  | 100. obljetnica Mirovnog ugovora iz Tartua                                                                |
|                 | Luksemburg | 26. veljače        | 313 500    | 200. obljetnica rođenja princa Henrija                                                                    |
|                 | Belgija    | 5. ožujka          | 155 000    | Međunarodna godina zdravlja bilja 2020.                                                                   |
|                 | San Marino | 5. ožujka          | 54 000     | 500. obljetnica smrti Raffaella                                                                           |
|                 | Latvija    | 5. lipnja          | 412 000    | Latgalijska keramika                                                                                      |
|                 | Italija    | 9. lipnja          | 3 000 000  | 150. obljetnica rođenja Marije Montessori                                                                 |
|                 | Vatikan    | 23. lipnja         | 74 000     | 100. obljetnica rođenja pape Ivana Pavla II.                                                              |
|                 | Grčka      | 30. lipnja         | 750 000    | 2500 godina od Bitke kod Termopila                                                                        |
|                 | Grčka      | 16. srpnja         | 743 000    | 100. obljetnica ujedinjenja Trakije s Grčkom                                                              |
|                 | Malta      | 24. srpnja         | 180 000    | Pretpovijesni hramski kompleks Skorba, koji se nalazi na UNESCO-ovu popisu svjetske baštine               |
|                 | Finska     | 18. kolovoza       | 800 000    | Sveučilišta i društvo – 100. obljetnica Sveučilišta u Turkuu                                              |
|                 | San Marino | 27. kolovoza       | 54 000     | 250. obljetnica smrti Giambattiste Tiepola                                                                |
|                 | Portugal   | 1. rujna           | 360 000    | 730. obljetnica Sveučilišta u Coimbri                                                                     |
|                 | Litva      | 16. rujna          | 500 000    | Aukštaitija (iz serije povijesnih pokrajina u Litvi)                                                      |
|                 | Portugal   | 7. listopada       | 510 000    | 75. obljetnica osnivanja Ujedinjenih naroda                                                               |
|                 | Njemačka   | 8. listopada       | 30 000 000 | 50 godina otkako je Willy Brandt u Varšavi pao na koljena u znak počasti (Kniefall von Warschau)          |
|                 | Vatikan    | 15. listopada      | 155 000    | Jan van Eyck                                                                                              |
|                 | Vatikan    | 16. listopada      | 76 000     | 500. obljetnica smrti Raffaella Sanzija                                                                   |
|                 | Monako     | 20. listopada      | 15 000     | 300. obljetnica rođenja kneza Honoréa III.                                                                |
|                 | Francuska  | 27. listopada      | 310 000    | Medicinska istraživanja                                                                                   |
|                 | Litva      | 4. studenoga       | 500 000    | Kulturna baština UNESCO‑a – Kryžių Kalnas (Brdo križeva)                                                  |
|                 | Slovačka   | 11. studenoga      | 1 000 000  | 20. obljetnica pristupanja Slovačke Organizaciji za ekonomsku suradnju i razvoj (OECD)                    |
|                 | Finska     | 16. studenoga      | 700 000    | 100. obljetnica rođenja pisca Väinöa Linne                                                                |
|                 | Andora     | 9. prosinca        | 73 500     | 27. iberoamerički sastanak na vrhu u Andori                                                               |
|                 | Andora     | 9. prosinca        | 60 000     | 50 godina univerzalne borbe za pravo glasa žena                                                           |
|                 | Malta      | 14. prosinca       | 220 000    | Dječje igre                                                                                               |
|                 | Cipar      | 14. prosinca       | 412 000    | 30. obljetnica Ciparskog instituta za neurologiju i genetiku                                              |
|                 | Slovenija  | 23. prosinca       | 1 000 000  | 500. obljetnica rođenja Adama Bohoriča                                                                    |
|                 | Luksemburg | 24. prosinca       | 331 000    | Rođenje princa Charlesa                                                                                   |

### Kovanice iz 2021.
U 2021. godini izdano je 31 prigodna kovanica od 2 eura.
| Izgled (revers) | Zemlja     | Nadnevak izdavanja | Naklada    | Povod                                                                                                 |
| --------------- | ---------- | ------------------ | ---------- | --- |
|                 | Portugal   | 4. siječnja        | 510 000    | Portugalsko predsjedanje Vijećem Europske unije                                                       |
|                 | Latvija    | 20. siječnja       | 412 000    | 100. obljetnica međunarodnog de iure priznanja Latvije                                                |
|                 | Njemačka   | 26. siječnja       | 30 000 000 | Saska-Anhalt (serija »Savezne zemlje«)                                                                |
|                 | Italija    | 26. siječnja       | 3 000 000  | 150. obljetnica proglašenja Rima glavnim gradom Italije                                               |
|                 | San Marino | 1. ožujka          | 54 000     | 450. obljetnica rođenja Caravaggia                                                                    |
|                 | Španjolska | 10. ožujka         | 4 000 000  | UNESCO – Toledo                                                                                       |
|                 | Francuska  | 18. ožujka         | 7 500 000  | UNICEF                                                                                                |
|                 | Finska     | 14. travnja        | 800 000    | novinarstvo i otvorena komunikacija kao potpora finskoj demokraciji                                   |
|                 | Luksemburg | 19. travnja        | 332 500    | 100. obljetnica rođenja velikog vojvode Jeana                                                         |
|                 | Luksemburg | 19. travnja        | 327 500    | 40. obljetnica vjenčanja velikog vojvode Henrija                                                      |
|                 | Grčka      | 22. travnja        | 1 500 000  | 200 godina od Grčke revolucije                                                                        |
|                 | Portugal   | 18. svibnja        | 510 000    | sudjelovanje Portugala u Olimpijskim igrama u Tokiju 2020.                                            |
|                 | Litva      | 19. svibnja        | 500 000    | UNESCO‑ov program Čovjek i biosfera – Rezervat biosfere Žuvintas                                      |
|                 | Estonija   | 16. lipnja         | 1 000 000  | Ugrofinski narodi                                                                                     |
|                 | Italija    | 22. lipnja         | 3 000 000  | Zdravstveni djelatnici                                                                                |
|                 | Vatikan    | 25. lipnja         | 86 300     | 450. obljetnica rođenja Caravaggia                                                                    |
|                 | Belgija    | 7. srpnja          | 155 000    | 100. obljetnica osnivanja Belgijsko-luksemburške gospodarske unije (BLEU)                             |
|                 | Malta      | 2. kolovoza        | 72 500     | Heroji pandemije                                                                                      |
|                 | Finska     | 13. kolovoza       | 800 000    | 100 godina autonomije Ålandskih otoka                                                                 |
|                 | San Marino | 27. kolovoza       | 54 000     | 550. obljetnica rođenja Albrechta Dürera                                                              |
|                 | Litva      | 9. rujna           | 500 000    | Dzūkija (iz serije etnografskih regija Litve)                                                         |
|                 | Francuska  | 21. rujna          | 510 000    | Olimpijske igre u Parizu 2024.                                                                        |
|                 | Monako     | 6. listopada       | 15 000     | 10. godišnjica braka princa Alberta II. i princeze Charlene                                           |
|                 | Estonija   | 20. listopada      | 1 000 000  | Vuk – nacionalna životinja Estonije                                                                   |
|                 | Slovenija  | 25. listopada      | 1 000 000  | 200. obljetnica osnivanja Pokrajinskog muzeja Kranjske, prvog muzeja u Sloveniji                      |
|                 | Malta      | 26. listopada      | 181 000    | Malteški pretpovijesni hramovi u Tarxienu (iz serije spomenika na UNESCO‑ovu popisu svjetske baštine) |
|                 | Vatikan    | 26. listopada      | 86 300     | 700. obljetnica smrti Dantea Alighierija                                                              |
|                 | Belgija    | 27. listopada      | 155 250    | 500. obljetnica odluke o drugom razdoblju izdavanja kovanica tijekom vladavine Karla V.               |
|                 | Slovačka   | 26. studenoga      | 1 000 000  | Stogodišnjica rođenja Alexandera Dubčeka                                                              |
|                 | Andora     | 15. prosinca       | 73 750     | Gospa od Meritxella                                                                                   |
|                 | Andora     | 15. prosinca       | 70 000     | Briga za naše starije                                                                                 |

### Kovanice iz 2022.
U 2022. godini izdano je 49 prigodnih kovanica od 2 eura. (do danas, godina sa najviše izdanja)
| Izgled (revers) | Zemlja     | Nadnevak izdavanja | Naklada    | Povod |
| --------------- | ---------- | ------------------ | ---------- | --- |
|                 | Njemačka   | 25. siječnja       | 30 000 000 | Tiringija (serija »Savezne zemlje«)                                                                      |
|                 | Francuska  | 25. siječnja       | 9 000 000  | 90. godišnjica rođenja predsjednika Jacquesa Chiraca                                                     |
|                 | Finska     | 11. veljače        | 400 000    | 100 godina Finskog nacionalnog baleta                                                                    |
|                 | Slovenija  | 2. ožujka          | 1 000 000  | 150. obljetnica rođenja arhitekta Jože Plečnika                                                          |
|                 | Estonija   | 9. ožujka          | 1 000 000  | 150. obljetnica osnutka Društva estonskih literata                                                       |
|                 | Španjolska | 23. ožujka         | 1 000 000  | UNESCO: Nacionalni park Garajonay                                                                        |
|                 | Španjolska | 23. ožujka         | 1 000 000  | 500. obljetnica prve plovidbe oko svijeta                                                                |
|                 | Portugal   | 30. ožujka         | 1 000 000  | 100. obljetnica prvog leta preko južnog Atlantika 1922., koji su izveli Gago Coutinho i Sacadura Cabral  |
|                 | Italija    | 6. travnja         | 3 000 000  | 170. obljetnica osnivanja Talijanske nacionalne policije                                                 |
|                 | Latvija    | 12. travnja        | 408 000    | 100. obljetnica latvijske središnje banke Latvijas Banka – financijska pismenost                         |
|                 | Litva      | 21. travnja        | 750 000    | 100 godina košarke u Litvi                                                                               |
|                 | San Marino | 28. travnja        | 55 000     | 530. obljetnica nestanka Piera della Francesce                                                           |
|                 | Belgija    | 11. svibnja        | 155 000    | Priznanje iznimnoj predanosti zdravstvenih radnika tijekom pandemije bolesti COVID‑19                    |
|                 | Italija    | 17. svibnja        | 3 000 000  | 30. godišnjica smrti Giovannija Falconea i Paola Borsellina                                              |
|                 | Grčka      | 1. srpnja          | 750 000    | 200. obljetnica prvoga grčkog ustava                                                                     |
|                 | Luksemburg | 1. srpnja          | 320 000    | 50. godišnjica pravne zaštite luksemburške zastave                                                       |
|                 | Luksemburg | 1. srpnja          | 320 000    | 10. obljetnica vjenčanja nasljednog velikog vojvode Guillaumea i nasljedne velike vojvotkinje Stéphanie  |
|                 | Estonija   | 8. srpnja          | 40 000     | Ukrajina i sloboda                                                                                       |
|                 | Vatikan    | 6. rujna           | 78 250     | 125. obljetnica rođenja pape Pavla VI.                                                                   |
|                 | Vatikan    | 6. rujna           | 78 250     | 25. obljetnica smrti Majke Terezije iz Calcutte                                                          |
|                 | Monako     | 7. rujna           | 15 000     | 100. obljetnica smrti princa Alberta I.                                                                  |
|                 | Francuska  | 22. rujna          | 260 000    | Olimpijske igre u Parizu 2024.                                                                           |
|                 | Finska     | 30. rujna          | 400 000    | Klimatska istraživanja u Finskoj                                                                         |
|                 | San Marino | 4. listopada       | 55 000     | 200. obljetnica smrti Antonija Canove                                                                    |
|                 | Slovačka   | 5. listopada       | 1 000 000  | 300. obljetnica izgradnje prvog atmosferskog parnog stroja za isušivanje rudnika u kontinentalnoj Europi |
|                 | Malta      | 17. studenoga      | 180 000    | UNESCO: Hipogej Ħal Saflieni                                                                             |
|                 | Malta      | 17. studenoga      | 53 000     | 22. obljetnica Rezolucije Vijeća sigurnosti Ujedinjenih naroda 1325 o ženama, miru i sigurnosti          |
|                 | Litva      | 20. prosinca       | 495 000    | Litavske etnografske regije – Suvalkija                                                                  |
|                 | Andora     | 16. siječnja 2023. | 70 000     | Deset godina od stupanja na snagu Monetarnog sporazuma između Andore i Europske unije                    |
|                 | Andora     | 16. siječnja 2023. | 70 000     | Legenda o Karlu Velikom                                                                                  |

### Kovanice iz 2022. – 35 godina programa Erasmus
Peta zajednička valuta izdana je povodom 35. obljetnice programa Erasmus.
| Izgled (revers) | Zemlja        | Nadnevak izdavanja | Naklada   | Povod                           |
| --------------- | ------------- | ------------------ | --------- | ------------------------------- |
|                 | Austrija      | 1. srpnja          | 1 060 000 | 35. obljetnica programa Erasmus |
| Belgija         | 1 000 000     | 1. srpnja          |           | 35. obljetnica programa Erasmus |
| Cipar           | 412 000       | 1. srpnja          |           | 35. obljetnica programa Erasmus |
| Estonija        | 1 000 000     | 1. srpnja          |           | 35. obljetnica programa Erasmus |
| Finska          | 401 500       | 1. srpnja          |           | 35. obljetnica programa Erasmus |
| Grčka           | 745 000       | 1. srpnja          |           | 35. obljetnica programa Erasmus |
| Irska           | 500 000       | 1. srpnja          |           | 35. obljetnica programa Erasmus |
| Italija         | 3 000 000     | 1. srpnja          |           | 35. obljetnica programa Erasmus |
| Latvija         | 308 000       | 1. srpnja          |           | 35. obljetnica programa Erasmus |
| Litva           | 300 000       | 1. srpnja          |           | 35. obljetnica programa Erasmus |
| Luksemburg      | 500 000       | 1. srpnja          |           | 35. obljetnica programa Erasmus |
| Nizozemska      | 570 000       | 1. srpnja          |           | 35. obljetnica programa Erasmus |
| Njemačka        | 20 000 000    | 1. srpnja          |           | 35. obljetnica programa Erasmus |
| Portugal        | 500 000       | 1. srpnja          |           | 35. obljetnica programa Erasmus |
| Slovačka        | 1 000 000     | 1. srpnja          |           | 35. obljetnica programa Erasmus |
| Slovenija       | 1 000 000     | 1. srpnja          |           | 35. obljetnica programa Erasmus |
| Španjolska      | 1 000 000     | 1. srpnja          |           | 35. obljetnica programa Erasmus |
| Francuska       | 6. srpnja     | 3 500 000          |           | 35. obljetnica programa Erasmus |
| Malta           | 17. studenoga | 82 500             |           | 35. obljetnica programa Erasmus |

### Kovanice iz 2023.
U 2023. godini izdano je 36 prigodnih kovanica od 2 eura.
Hrvatska je u rujnu 2023. izdala prvu prigodnu kovanicu od 2 eura povodom uvođenja eura.
| Izgled (revers) | Zemlja     | Nadnevak izdavanja | Naklada    | Povod |
| --------------- | ---------- | ------------------ | ---------- | --- |
|                 | Francuska  | 10. siječnja       | 260 000    | Olimpijske igre u Parizu 2024.                                                                                |
|                 | Njemačka   | 24. siječnja       | 30 000 000 | Hamburg (serija »Savezne zemlje«)                                                                             |
|                 | Slovačka   | 2. ožujka          | 1 000 000  | 100. obljetnica prve transfuzije krvi u Slovačkoj                                                             |
|                 | Litva      | 16. ožujka         | 500 000    | Zajedno za Ukrajinu                                                                                           |
|                 | Finska     | 21. ožujka         | 400 000    | Prvi finski zakon o očuvanju prirode                                                                          |
|                 | Italija    | 21. ožujka         | 3 000 000  | 100. obljetnica zračnih snaga                                                                                 |
|                 | Španjolska | 28. ožujka         | 1 500 000  | UNESCO: Cáceres                                                                                               |
|                 | Njemačka   | 30. ožujka         | 20 000 000 | 1275. obljetnica rođenja Karla Velikog (748. – 814.), franačkog kralja i cara Svetog Rimskog Carstva          |
|                 | Luksemburg | 24. travnja        | 133 500    | 175. obljetnica luksemburškog parlamenta                                                                      |
|                 | Luksemburg | 24. travnja        | 133 500    | 25. obljetnica članstva velikog vojvode Henrija u Međunarodnom olimpijskom odboru                             |
|                 | San Marino | 27. travnja        | 56 000     | 500. obljetnica Peruginove smrti                                                                              |
|                 | Estonija   | 12. svibnja        | 1 000 000  | Nacionalna ptica Estonije – lastavica                                                                         |
|                 | Italija    | 15. svibnja        | 3 000 000  | 150. obljetnica smrti Alessandra Manzonija                                                                    |
|                 | Latvija    | 30. svibnja        | 415 000    | Ukrajinski suncokret                                                                                          |
|                 | Monako     | 1. lipnja          | 25 000     | 100. obljetnica rođenja princa Rainiera III.                                                                  |
|                 | Belgija    | 20. lipnja         | 155 000    | »Godina secesije« (art nouveau), koja se obilježava 2023. u Belgiji                                           |
|                 | Vatikan    | 20. lipnja         | 78 500     | 500. obljetnica smrti Pietra Perugina                                                                         |
|                 | Irska      | 22. lipnja         | 500 000    | 50. obljetnica članstva Irske u Europskoj uniji                                                               |
|                 | Grčka      | 27. lipnja         | 750 000    | 100. obljetnica rođenja Marije Callas                                                                         |
|                 | Španjolska | 1. srpnja          | 1 500 000  | Španjolsko predsjedanje Vijećem EU‑a                                                                          |
|                 | Francuska  | 4. srpnja          | 15 000 000 | Svjetsko prvenstvo u ragbiju, Francuska 2023.                                                                 |
|                 | Portugal   | 19. srpnja         | 1 000 000  | Svjetski dan mladih                                                                                           |
|                 | Finska     | 7. kolovoza        | 400 000    | Socijalne i zdravstvene službe                                                                                |
|                 | San Marino | 5. rujna           | 56 000     | 500. obljetnica smrti Luce Signorellija                                                                       |
|                 | Grčka      | 14. rujna          | 750 000    | 150. obljetnica rođenja Konstantinosa Karatheodorija                                                          |
|                 | Malta      | 14. rujna          | 95 500     | 550. obljetnica rođenja Nikole Kopernika                                                                      |
|                 | Malta      | 14. rujna          | 85 500     | Dolazak Francuza na Maltu 1798.                                                                               |
|                 | Hrvatska   | 15. rujna          | 250 000    | uvođenje eura kao službene valute u Hrvatskoj 1. siječnja 2023.                                               |
|                 | Cipar      | 2. listopada       | 412 000    | 60. obljetnica osnivanja središnje banke Central Bank of Cyprus                                               |
|                 | Slovačka   | 11. listopada      | 1 000 000  | 200. obljetnica pokretanja usluge brzog poštanskog prometa kočijama s konjskom vučom između Beča i Bratislave |
|                 | Belgija    | 25. listopada      | 130 000    | 75. obljetnica prava glasa za žene u Belgiji                                                                  |
|                 | Vatikan    | 27. listopada      | 78 500     | 150. obljetnica smrti Alessandra Manzonija                                                                    |
|                 | Portugal   | 15. studenoga      | 500 000    | Mir |
|                 | Andora     | 27. studenoga      | 70 000     | 30 godina od ulaska Kneževine Andore u Ujedinjene narode                                                      |
|                 | Andora     | 27. studenoga      | 70 000     | Festivali vatre povodom ljetnog solsticija na Pirinejima                                                      |
|                 | Slovenija  | 19. prosinca       | 1 000 000  | 150. godišnjica rođenja Josipa Plemelja (matematičara i astronoma)                                            |

### Kovanice iz 2024.
U 2024. godini izdano je 35 prigodnih kovanica od 2 eura.
| Izgled (revers) | Zemlja     | Nadnevak izdavanja | Naklada    | Povod |
| --------------- | ---------- | ------------------ | ---------- | --- |
|                 | Francuska  | 9. siječnja        | 510 000    | Olimpijske igre 2024. – Hrvanje |
|                 | Belgija    | 15. siječnja       | 2 128 500  | Belgijsko predsjedanje Vijećem EU-a |
|                 | Luksemburg | 29. siječnja       | 200 000    | 100. obljetnica potpisivanja odluke Velikog vojvodstva, koju je potpisala velika vojvotkinja Charlotte, o stavljanju u optjecaj kovanica od nikla, popularno nazvanih »Feierstëppler« |
|                 | Luksemburg | 29. siječnja       | 200 000    | 175 obljetnica smrti velikog vojvode Guillaumea II. |
|                 | Njemačka   | 30. siječnja       | 30 000 000 | Mecklenburg-Vorpommern (serija »Savezne zemlje«) |
|                 | Španjolska | 2. veljače         | 1 500 000  | 200 godina od osnivanja nacionalne policije kao službe za državnu sigurnost |
|                 | Španjolska | 2. veljače         | 1 500 000  | Uvrštenje Seville (Glavni arhiv Indija, Kraljevski Alcázar i Katedrala) na popis svjetske baštine UNESCO-a                                                                            |
|                 | Italija    | 12. ožujka         | 3 000 000  | 250. obljetnica osnivanja snaga Financijske policije |
|                 | Finska     | 14. ožujka         | 400 000    | Izbori i demokracija |
|                 | Njemačka   | 21. ožujka         | 30 000 000 | 175. obljetnica Frankfurtskog ustava (poznat i kao Ustav iz Crkve svetog Pavla, prvi pokušaj stvaranja ujedinjene njemačke nacionalne države)                                         |
|                 | Italija    | 22. travnja        | 3 000 000  | Rita Levi-Montalcini |
|                 | Portugal   | 22. travnja        | 515 000    | 50. obljetnica revolucije 25. travnja 1974. |
|                 | San Marino | 23. travanj        | 56 000     | 50. obljetnica Deklaracije o građanskim pravima i temeljnim načelima San Marina |
|                 | Estonija   | 21. svibnja        | 1 000 000  | Različak - estonski nacionalni cvijet |
|                 | Francuska  | 4. lipnja          | 510 000    | Eiffelov toranj |
|                 | Grčka      | 17. lipnja         | 750 000    | 150. obljetnica rođenja Penelope Delta |
|                 | Grčka      | 17. lipnja         | 750 000    | 50 godina od ponovne uspostave demokracije u Grčkoj |
|                 | Monako     | 17. lipnja         | 15 000     | 500 godina od potpisivanja sporazuma s Karlom V. |
|                 | Hrvatska   | 2. srpnja          | 200 000    | Varaždin (tvrđava Stari grad u Varaždinu) |
|                 | Portugal   | 4. srpnja          | 520 000    | Sudjelovanje Portugala na 33. Olimpijskim igrama |
|                 | San Marino | 5. rujna           | 59 000     | 530. obljetnica smrti Domenica Ghirlandaija |
|                 | Slovenija  | 30. rujna          | 1 000 000  | 250 godina Nacionalne i sveučilišne knjižnice (»Narodna in univerzitetna knjižnica«)                                                                                                  |
|                 | Belgija    | svibanj            | 400 000    | Borba protiv raka u Belgiji |
|                 | Slovačka   | 2024.              | 1 000 000  | 100. obljetnica Košičkog maratona za mir |
|                 | Malta      | 2024.              | 85 500     | Malteška pčela medarica |
|                 | Malta      | 2024.              | 85 500     | Iċ-Ċittadella (Citadela) |
|                 | Finska     | 2024.              | 85 500     | Finska arhitektura - Gesellius, Lindgren i Saarinen |
|                 | Latvija    | 2024.              | 413 000    | Himelli, (božični ukrasi) |
|                 | Litva      | 2024.              | 500 000    | uvrštenje litavske tradicije vrtova od slame na UNESCO‑ov Reprezentativni popis nematerijalne kulturne baštine čovječanstva                                                           |
|                 | Vatikan    | 2024.              | 82 900     | 150. obljetnica rođenja Guglielma Marconija |
|                 | Vatikan    | 2024.              | 82 900     | 750. obljetnica smrti sv. Tome Akvinskoga |
|                 | Hrvatska   | 15. listopada      | 200 000    | 500 godina trajnog nasljeđa Marka Marulića |
|                 | Andora     | 2024.              | 60 000     | 100 godina skijanja u Andori |
|                 | Andora     | 2024.              | 60 000     | UCI Svjetsko prvenstvo u brdskom biciklizmu 2024. |
|                 | Cipar      | 2024.              | 7000       | 20 godina od pristupanja Cipra Europskoj uniji |

### Kovanice iz 2025.
| Izgled (revers) | Zemlja     | Nadnevak izdavanja  | Naklada    | Povod                                                                 |
| --------------- | ---------- | ------------------- | ---------- | --------------------------------------------------------------------- |
|                 | Njemačka   | 16. siječnja 2025.  | 30 000 000 | Saarska (serija »Savezne zemlje«)                                     |
|                 | Slovačka   | 20. siječnja 2025.  | 1 000 000  | 100 godina od Europskog prvenstva u hokeju na ledu na Visokim Tatrama |
|                 | Belgija    | 23. siječanj 2025.  | 120 000    | Državna lutrija                                                       |
|                 | Estonija   | 30. siječnja 2025.  | 1 000 000  | 500 godina estonskog pisanog jezika                                   |
|                 | Italija    | 5. veljače 2025.    | 3 000 000  | Jubilejska godina 2025.                                               |
|                 | Španjolska | 10. ožujka 2025.    | 2 000 000  | Stari grad Salamanca                                                  |
|                 | Francuska  | 18. ožujka 2025.    | 315 000    | Muzej Louvre                                                          |
|                 | Litva      | 27. ožujka 2025.    | 1 000 000  | Nacionalna obrana                                                     |
|                 | San Marino | 27. ožujka 2025.    | 56 000     | Jubilejska godina 2025.                                               |
|                 | Luksemburg | 5. svibnja 2025.    | 200 000    | 75 godina Schumanove deklaracije                                      |
|                 | Luksemburg | 5. svibnja 2025.    | 200 000    | 25 godina uspona na prijestolje velikog vojvode Henrija               |
|                 | Italija    | 9. svibnja 2025.    | 3 000 000  | Okrug svijeta broda Amerigo Vespucci                                  |
|                 | Finska     | 13. svibnja 2025.   | 204 000    | Fnski državni posjeti – diplomacija i vanjska politika                |
|                 | Malta      | 15. svibnja 2025.   | 150 000    | Utvrđeni grad Mdina                                                   |
|                 | Malta      | 15. svibnja 2025.   | 145 000    | Malteški vol                                                          |
|                 | Monako     | 16. lipnja 2025.    | 15 000     | Grof of Carladès                                                      |
|                 | Portugal   | 24. lipnja 2025.    | 500 000    | Svjetski izviđački pokret                                             |
|                 | San Marino | 3. srpnja 2025.     | 56 000     | 550 godina rođenja Michelangela Buonarrotija                          |
|                 | Hrvatska   | 14. srpnja 2025.    | 200 000    | 1100. obljetnica Hrvatskoga Kraljevstva i krunidbe kralja Tomislava   |
|                 | Belgija    | 25. srpnja 2025.    | 154 000    | Staza Spa-Francorchamps                                               |
|                 | Njemačka   | 25. listopada 2025. | 30 000 000 | 35 godina ponovnog ujedinjenja Njemačke                               |
|                 | Francuska  | 2025.               | –          | Katedrala Notre-Dame u Parizu                                         |
|                 | Hrvatska   | 2025.               | –          | Grad Pula – Arena                                                     |
|                 | Finska     | 2025.               | –          | 100 godina atletskog natjecanja Finska – Švedska                      |
|                 | Grčka      | 2025.               | 750 000    | 200 godina smrti Laskarine Bouboulina                                 |
|                 | Grčka      | 2025.               | 750 000    | 100 godina rođenja Mikisa Theodorakisa                                |
|                 | Latvija    | 2025.               | 413 000    | Selonija                                                              |
|                 | Litva      | 2025.               | 1 000 000  | Regije Litve Manje                                                    |
|                 | Portugal   | 2025.               | 500 000    | Održivi razvoj                                                        |
|                 | Monako     | 2025.               | 15 000     | Marquisat des Baux                                                    |
|                 | Vatikan    | 2025.               | 76 000     | Sede vacante 2025                                                     |
|                 | Vatikan    | 2025.               | 76 000     | Jubilejska godina 2025.                                               |
|                 | Vatikan    | 2025.               | 76 000     | 550 godina rođenja Michelangela Buonarrotija                          |
|                 | Slovenija  | 2025.               | 1 000 000  | 100 godina rođenja Mikija Mustera                                     |

## Nacionalne serije

### Njemačka serija posvećena saveznim državama

#### Prva serija
Od 2006. do 2022. godine Njemačka je izdala 16 prigodnih kovanica imenovanih Die 16 Bundesländer der Bundesrepublik Deutschland i posvećenih svojim 16 saveznim država. Godina u kojoj je zastupljena određena država podudara se s predsjedništvom Bundesrata.
| #  | Godina | Izgled (revers) | Pokrajina                   | Tema                                           | Nadnevak izdavanja |
| -- | ------ | --------------- | --------------------------- | ---------------------------------------------- | ------------------ |
| 1  | 2006.  |                 | Schleswig-Holstein          | Schleswig-Holstein                             | 3. veljače 2006.   |
| 2  | 2007.  |                 | Mecklenburg-Zapadno Pomorje | Dvorac Schwerin                                | 2. veljače 2007.   |
| 3  | 2008.  |                 | Hamburg                     | Crkva Svetog Mihovila u Hamburgu               | 1. veljače 2008.   |
| 4  | 2009.  |                 | Saarska                     | Ludwigskirche i Saarbrücken                    | 6. veljače 2009.   |
| 5  | 2010.  |                 | Bremen                      | Gradska vijećnica u Bremenu i Bremenski Roland | 29. siječnja 2010. |
| 6  | 2011.  |                 | Sjeverna Rajna-Vestfalija   | Kölnska katedrala                              | 28. siječnja 2011. |
| 7  | 2012.  |                 | Bavarska                    | Dvorac Neuschwanstein                          | 3. veljače 2012.   |
| 8  | 2013.  |                 | Baden-Württemberg           | Opatija Maulbronn                              | 1. veljače 2013.   |
| 9  | 2014.  |                 | Donja Saska                 | Crkva Svetog Mihovila u Hildesheim             | 7. veljače 2014.   |
| 10 | 2015.  |                 | Hessen                      | Crkva svetog Pavla u Frankfurtu na Majni       | 30. siječnja 2015. |
| 11 | 2016.  |                 | Saska                       | Zwinger i Dresden                              | 5. veljače 2016.   |
| 12 | 2017.  |                 | Porajnje-Falačka            | Porta Nigra u Trieru                           | 3. veljače 2017.   |
| 13 | 2018.  |                 | Berlin                      | Dvorac Charlottenburg                          | 30. siječnja 2018. |
| –  | 2019.  |                 | –                           | 70. obljetnica osnivanja Bundesrata            | 29. siječnja 2019. |
| 14 | 2020.  |                 | Brandenburg                 | Palača Sanssouci u Potsdamu                    | 28. siječnja 2020. |
| 15 | 2021.  |                 | Saska-Anhalt                | Katedrala u Magdeburgu                         | 10. svibnja 2021.  |
| 16 | 2022.  |                 | Tiringija                   | Dvorac Wartburg u Eisenachu                    | 25. siječnja 2022. |

#### Druga serija
Od 2023. godine Njemačka počinje izdavati novu seriju prigodnih kovanica posvećenih svojim 16 saveznim državama u godini svog predsjedanja Bundesratom. Iako cijeli program još nije otkriven, pretpostavlja se da će svaki novčić sadržavati spomenik odgovarajuće države, različit od onog prikazanog u prvoj seriji (Bundesländer I).
| # | Godina | Izgled (revers) | Pokrajina                   | Tema                                 | Nadnevak izdavanja |
| - | ------ | --------------- | --------------------------- | ------------------------------------ | ------------------ |
| 1 | 2023.  |                 | Hamburg                     | Koncertna dvorana Elbphilharmonie    | 24. siječnja 2023. |
| 2 | 2024.  |                 | Mecklenburg-Zapadno Pomorje | Königsstuhl na otoku Rügen           | 9. siječnja 2024.  |
| 3 | 2025.  |                 | Saarska                     | Spoj rijeke Saar u Mettlachu         | 16. siječnja 2025. |
| 4 | 2026.  | –               | Bremen                      | Klimahaus Bremerhaven u Bremerhavenu | –                  |

### Francuska serija povodom Olimpijskih igara 2024.
Od 2021. godine, Francuska slavi dodjelu Olimpijskih igara 2024. u Parizu izdavanjem 4 kovanica, jednu godišnje do 2024. godine. Svaki novčić predstavlja sportaša, u pozadini nekih od najvažnijih simboličkih spomenika grada. Sva će se naklada odvijati putem ograničenog izdanja kovanica, ne očekuje se normalna cirkulacija kovanica.
| # | Godina | Izgled (revers) | Tema                     | Sportaš       | Spomenik                      | Nadnevak izdavanja |
| - | ------ | --------------- | ------------------------ | ------------- | ----------------------------- | ------------------ |
| 1 | 2021.  |                 | Maraton                  | Marianne      | Eiffelov toranj               | 21. rujna 2021.    |
| 2 | 2022.  |                 | Diskobol                 | Krilati Genij | Slavoluk pobjede u Parizu     | 6. rujna 2022.     |
| 3 | 2023.  |                 | Boks                     | Sijačica      | most Pont Neuf                | 10. siječnja 2023. |
| 4 | 2024.  |                 | Hrvanje slobodnim stilom | Heraklo       | Katedrala Notre-Dame u Parizu | 9. siječnja 2024.  |

### Latvijska serija posvećena povijesnim regijama
Latvija je 2018. godine proslavila 100. obljetnicu neovisnosti te je stoga od 2016. do 2018. godine izdala četiri kovanice posvećene svojim povijesnim regijama.
| # | Godina | Izgled (revers) | Regija     | Nadnevak izdavanja  |
| - | ------ | --------------- | ---------- | ------------------- |
| 1 | 2016.  |                 | Livonija   | 15. studenoga 2016. |
| 2 | 2017.  |                 | Kurlandija | 14. studenoga 2017. |
| 3 | 2017.  |                 | Latgale    | 14. studenoga 2017. |
| 4 | 2018.  |                 | Zemgale    | 26. rujna 2018.     |

### Litavska serija posvećena etnografskim regijama
Litva je 2019. počela izdavati pet kovanica posvećenih svojim etnografskim regijama, koja je završila u 2022. godini. Regija Mažoji Lietuva (Mala Litva) trebala je biti posvećena petom novčiću u seriji, 2023. godine ali od toga se odustalo.
| # | Godina | Izgled (revers) | Regija      | Nadnevak izdavanja |
| - | ------ | --------------- | ----------- | ------------------ |
| 1 | 2019.  |                 | Samogitija  | 10. rujna 2019.    |
| 2 | 2020.  |                 | Aukštaitija | 16. rujna 2020.    |
| 3 | 2021.  |                 | Dzūkija     | 9. rujna 2021.     |
| 4 | 2022.  |                 | Suvalkija   | 20.prosinca 2022.  |

### Luksemburška serija posvećena dinastiji Luksemburg
| #  | Godina | Izgled (revers) | Tema | Nadnevak izdavanja  |
| -- | ------ | --------------- | --- | ------------------- |
| 1  | 2004.  |                 | Portret i monogram velikog vojvode Henrija | 26. srpnja 2004.    |
| 2  | 2005.  |                 | 50. rođendan velikog vojvode Henrija i 5. obljetnica njegova stupanja na prijestolje 100. obljetnica smrti velikog vojvode Adolphea                                                   | 15. veljače 2005.   |
| 3  | 2006.  |                 | 25. rođendan prijestolonasljednika, velikog vojvode Guillaumea | 1. veljače 2006.    |
| 4  | 2007.  |                 | Palača velikog vojvode | 2. veljače 2007.    |
| 5  | 2008.  |                 | Henri, veliki vojvoda i palača Château de Berg | 1. veljače 2008.    |
| 6  | 2009.  |                 | Henri, veliki vojvoda i velika vojvotkinja Charlotte | 15. siječnja 2009.  |
| 7  | 2010.  |                 | Grb velikog vojvode | 14. siječnja 2010.  |
| 8  | 2011.  |                 | 50 godina otkad je velika vojvotkinja Charlotte imenovala svoga sina Jeana lieutenant-représentantom (vojvoda predstavnik)                                                            | 3.veljače 2011.     |
| 9  | 2012.  |                 | veliki vojvoda Henri i veliki vojvoda Guillaume IV. iz serije »velikovojvodska dinastija«                                                                                             | 9. veljače 2012     |
| 10 | 2012.  |                 | vjenčanje princa Guillaumea, prijestolonasljednika velikog vojvode, i grofice Stéphanie de Lannoy                                                                                     | 20. prosinca 2012.  |
| 11 | 2013.  |                 | Himna Velikog Vojvodstva Luksemburga | 30. listopada 2013. |
| 12 | 2014.  |                 | 175 godina neovisnosti Velikog Vojvodstva Luksemburga | 8. siječnja 2014.   |
| 13 | 2014.  |                 | 50. obljetnica ustoličenja velikog vojvode Jeana | 6. studenoga 2014.  |
| 14 | 2015.  |                 | 15. obljetnica ustoličenja Njegove Kraljevske Visosti velikog vojvode od Luksemburga                                                                                                  | 8. lipnja 2015.     |
| 15 | 2015.  |                 | 125. obljetnica dinastije Nassau-Weilburg | 15. listopada 2015. |
| 16 | 2016.  |                 | 50. obljetnica Mosta velike vojvotkinje Charlotte | 6. svibnja 2016.    |
| 17 | 2017.  |                 | 50. obljetnica dragovoljne luksemburške vojske | 2. siječnja 2017.   |
| 18 | 2017.  |                 | 200. obljetnica rođenja velikog vojvode od Luksemburga Guillaumea III. | 26. listopada 2017. |
| 19 | 2018.  |                 | 150. obljetnica luksemburškog Ustava | 27. prosinca 2017.  |
| 20 | 2018.  |                 | 175. obljetnica smrti velikog vojvode Guillaumea I. | 26. kolovoza 2018.  |
| 21 | 2019.  |                 | 100. obljetnica ustoličenja velike vojvotkinje od Luksemburga Charlotte | 27. prosinca 2018.  |
| 22 | 2019.  |                 | 100. obljetnica općeg prava glasa | 19. rujna 2019.     |
| 23 | 2020.  |                 | 200. obljetnica rođenja princa Henrija | 12. ožujka 2020.    |
| 24 | 2020.  |                 | Rođenje princa Charlesa | 23. prosinca 2020.  |
| 25 | 2021.  |                 | 40. obljetnica vjenčanja velikog vojvode Henrija | 19. travnja 2021.   |
| 26 | 2021.  |                 | 100. obljetnica rođenja velikog vojvode Jeana | 19. travnja 2021.   |
| 27 | 2022.  |                 | 50. godišnjica pravne zaštite luksemburške zastave | 1. srpnja 2022.     |
| 28 | 2022.  |                 | 10. obljetnica vjenčanja nasljednog velikog vojvode Guillaumea i nasljedne velike vojvotkinje Stéphanie                                                                               | 1. srpnja 2022.     |
| 29 | 2023.  |                 | 175. obljetnica luksemburškog parlamenta | 24. travnja 2023.   |
| 30 | 2023.  |                 | 25. obljetnica članstva velikog vojvode Henrija u Međunarodnom olimpijskom odboru | 24. travnja 2023.   |
| 31 | 2024.  |                 | 175 obljetnica smrti velikog vojvode Guillaumea II. | 29. siječnja 2024.  |
| 32 | 2024.  |                 | 100. obljetnica potpisivanja odluke Velikog vojvodstva, koju je potpisala velika vojvotkinja Charlotte, o stavljanju u optjecaj kovanica od nikla, popularno nazvanih »Feierstëppler« | 29. siječnja 2024.  |

### Malteška serija posvećena ustavnoj povijesti

#### Ustavna povijest
Malta je od 2011. do 2015. godine izdala pet kovanica posvećenih svojoj ustavnoj povijesti.
| # | Godina | Izgled (revers) | Tema                                      | Nadnevak izdavanja  |
| - | ------ | --------------- | ----------------------------------------- | ------------------- |
| 1 | 2011.  |                 | Prvi izbor nacionalnih predstavnika 1849. | 17. listopada 2011. |
| 2 | 2012.  |                 | Većinska zastupljenost 1887.              | 15. listopada 2012. |
| 3 | 2013.  |                 | Autonomni ustav iz 1921.                  | 25. listopada 2013. |
| 4 | 2014.  |                 | Proglašenje neovisnosti Malte 1964.       | 29. listopada 2014. |
| 5 | 2015.  |                 | Republika Malta 1974.                     | 5. listopada 2015.  |

#### Prapovijesni lokaliteti
Od 2016. do 2022.  godine izdala je sedam kovanica posvećenih svojim prapovijesnim lokalitetima.
| # | Godina | Izgled (revers) | Lokalitet              | Nadnevak izdavanja  |
| - | ------ | --------------- | ---------------------- | ------------------- |
| 1 | 2016.  |                 | Ġgantija               | 22. rujna 2016.     |
| 2 | 2017.  |                 | Ħaġar Qim              | 27. lipnja 2017.    |
| 3 | 2018.  |                 | Mnajdra                | 20. srpnja 2018.    |
| 4 | 2019.  |                 | Hram Ta’ Ħaġrat        | 22. srpnja 2019.    |
| 5 | 2020.  |                 | Skorba                 | 27. srpnja 2020.    |
| 6 | 2021.  |                 | Hramovi u Tarxienu     | 26. listopada 2021. |
| 7 | 2022.  |                 | Hipogej u Ħal-Saflieni | 17. studenoga 2022. |

#### Od djece u solidarnosti
Od 2016. do 2020. Malta je izdala 5 kovanica pod nazivom Mit-tfal b'Solidarjetà (Od djece u solidarnosti).
| # | Godina | Izgled (revers) | Tema              | Nadnevak izdavanja |
| - | ------ | --------------- | ----------------- | ------------------ |
| 1 | 2016.  |                 | Ljubav            | 22. rujna 2016.    |
| 2 | 2017.  |                 | Solidarnost i Mir | 27. lipnja 2017.   |
| 3 | 2018.  |                 | Kulturna baština  | 20. srpnja 2018.   |
| 4 | 2019.  |                 | Priroda i okoliš  | 22. srpnja 2019.   |
| 5 | 2020.  |                 | Dječje igre       | 27. srpnja 2020.   |

### Španjolska serija posvećena UNESCO-ovim mjestima svjetske baštine
Španjolska je 2010. godine započela prigodnu seriju posvećenu svojim  mjestima svjetskih baština sa popisa UNESCO-a. S 49 službeno priznatih mjesta, serija bi mogla trajati najmanje do 2058. godine. Redoslijed kojim je određeno mjesto predstavljeno na kovanici podudara se s godinom upisivanja mjesta na UNESCO-ov popis svjetske baštine.
| #  | Godina | Izgled (revers) | Tema                                                                           | UNESCO-va baština                                  | Nadnevak izdavanja |
| -- | ------ | --------------- | ------------------------------------------------------------------------------ | -------------------------------------------------- | ------------------ |
| 1  | 2010.  |                 | Velika džamija u Córdobi                                                       | Povijesna gradska jezgra Córdobe                   | 3. ožujka 2010.    |
| 2  | 2011.  |                 | Dvorište lavova                                                                | Alhambra, Generalife, Albayzin i Granada           | 21. veljače 2011.  |
| 3  | 2012.  |                 | Katedrala u Burgosu                                                            | Katedrala u Burgosu                                | 3. veljače 2012.   |
| 4  | 2013.  |                 | Samostan San Lorenzo de El Escorial                                            | Samostan San Lorenzo de El Escorial                | 2. ožujka 2013.    |
| 5  | 2014.  |                 | Park Güell                                                                     | Djela Antonia Gaudija                              | 17. ožujka 2014.   |
| 6  | 2015.  |                 | Bizona iz špilje Altamire smještene u Kantabriji                               | Špilja Altamira                                    | 2. veljače 2015.   |
| 7  | 2016.  |                 | Akvedukt u Segoviji                                                            | Stari grad Segovia i njegov akvadukt               | 29. veljače 2016.  |
| 8  | 2017.  |                 | Crkva Santa Maria del Naranco u Oviedu                                         | Spomenici Kraljevine Asturije                      | 6. veljače 2017.   |
| 9  | 2018.  |                 | Kip Santiaga i Katedrala svetog Jakova (Puerta Santa) u Santiagu de Composteli | Santiago de Compostela                             | 7. veljače 2018.   |
| 10 | 2019.  |                 | Avilske zidine                                                                 | Stari grad Ávila i crkve izvan njegovih zidina     | 20. veljače 2019.  |
| 11 | 2020.  |                 | Toranj crkve Svetoga spasa u Teruelu (El Salvador de Teruel)                   | Mudéjar arhitektura u Aragonu                      | 10. lipnja 2020.   |
| 12 | 2021.  |                 | Vrata Puerta del Sol i detalji zdanja »La Sinagoga del Tránsito«               | Toledo                                             | 10. ožujka 2021.   |
| 13 | 2022.  |                 | Pogled na vrh Roque de Agando i detalj lovorove šume                           | Nacionalni park Garajonay                          | 23. ožujka 2022.   |
| 14 | 2023.  |                 | Panorama glavnog trga te monumentalne četvrti                                  | Stari dio grada Cáceresa                           | 28. ožujka 2023.   |
| 15 | 2024.  |                 | Dvorište „Patio de las Doncellas” palače Kraljevski Alcázar u Sevilli.         | Katedrala, Alcazar i Glavni arhiv Indije u Sevilli | 2. veljače 2024.   |
| 16 | 2025.  |                 | Samostan „Convento de San Esteban”                                             | Stari grad Salamanca                               | 2025.              |

## Vanjske poveznice
- Prigodne kovanice od 2 €, Europska središnja banka (ESB), ecb.europa.eu